# Lista de asteroides (397001-398000)
Esta é uma lista parcial de asteroides, do asteroide número 397001 até o 398000, inclusive. Veja também o índice com todas as listas disponíveis.

| Objeto Próximos à Terra | Cinturão de asteroides (interno) | Cinturão de asteroides (externo) | Centauro       |
| Cruzador de Marte       | Cinturão de asteroides (meio)    | Troianos de Júpiter              | Transnetuniano |

Veja mais dados de cada asteroide na ligação externa para o Minor Planet Center na última coluna.
Índice: 397001... 397101... 397201... 397301... 397401... 397501... 397601... 397701... 397801... 397901... 

## 397001–397100
| Designação | Designação | Descoberta  | Descoberta    | Descobridor(es)           | Categoria | Mais informações / Referência |
| Permanente | Provisória | Data        | Local         | Descobridor(es)           | Categoria | Mais informações / Referência |
| ---------- | ---------- | ----------- | ------------- | ------------------------- | --------- | ----------------------------- |
| 397001     | 2005 SW284 | 25 set 2005 | Apache Point  | A. C. Becker              | Brangane  | MPC                           |
| 397002     | 2005 SA289 | 27 set 2005 | Apache Point  | A. C. Becker              | —         | MPC                           |
| 397003     | 2005 SU291 | 26 set 2005 | Kitt Peak     | Spacewatch                | —         | MPC                           |
| 397004     | 2005 SA292 | 27 set 2005 | Kitt Peak     | Spacewatch                | —         | MPC                           |
| 397005     | 2005 TB3   | 1 out 2005  | Catalina      | CSS                       | —         | MPC                           |
| 397006     | 2005 TM6   | 1 out 2005  | Catalina      | CSS                       | Brangane  | MPC                           |
| 397007     | 2005 TT6   | 11 set 2005 | Anderson Mesa | LONEOS                    | —         | MPC                           |
| 397008     | 2005 TB12  | 1 out 2005  | Kitt Peak     | Spacewatch                | —         | MPC                           |
| 397009     | 2005 TQ27  | 1 out 2005  | Catalina      | CSS                       | —         | MPC                           |
| 397010     | 2005 TR36  | 1 out 2005  | Socorro       | LINEAR                    | —         | MPC                           |
| 397011     | 2005 TV37  | 1 out 2005  | Mount Lemmon  | Mount Lemmon Survey       | —         | MPC                           |
| 397012     | 2005 TD51  | 12 out 2005 | Kitt Peak     | Spacewatch                | —         | MPC                           |
| 397013     | 2005 TG53  | 8 out 2005  | Moletai       | K. Černis, J. Zdanavičius | Brangane  | MPC                           |
| 397014     | 2005 TS58  | 1 out 2005  | Mount Lemmon  | Mount Lemmon Survey       | —         | MPC                           |
| 397015     | 2005 TR72  | 5 out 2005  | Catalina      | CSS                       | —         | MPC                           |
| 397016     | 2005 TV72  | 5 out 2005  | Catalina      | CSS                       | —         | MPC                           |
| 397017     | 2005 TN124 | 24 set 2005 | Kitt Peak     | Spacewatch                | Brangane  | MPC                           |
| 397018     | 2005 TR124 | 7 out 2005  | Kitt Peak     | Spacewatch                | —         | MPC                           |
| 397019     | 2005 TW124 | 7 out 2005  | Kitt Peak     | Spacewatch                | —         | MPC                           |
| 397020     | 2005 TW134 | 30 set 2005 | Kitt Peak     | Spacewatch                | —         | MPC                           |
| 397021     | 2005 TD137 | 6 out 2005  | Kitt Peak     | Spacewatch                | —         | MPC                           |
| 397022     | 2005 TB146 | 8 out 2005  | Kitt Peak     | Spacewatch                | —         | MPC                           |
| 397023     | 2005 TN163 | 9 out 2005  | Kitt Peak     | Spacewatch                | —         | MPC                           |
| 397024     | 2005 TQ191 | 1 out 2005  | Catalina      | CSS                       | —         | MPC                           |
| 397025     | 2005 TH194 | 1 out 2005  | Mount Lemmon  | Mount Lemmon Survey       | —         | MPC                           |
| 397026     | 2005 UB4   | 26 out 2005 | Mount Graham  | W. H. Ryan                | —         | MPC                           |
| 397027     | 2005 UM8   | 27 out 2005 | Ottmarsheim   | C. Rinner                 | —         | MPC                           |
| 397028     | 2005 UO10  | 7 out 2005  | Catalina      | CSS                       | —         | MPC                           |
| 397029     | 2005 UN12  | 30 out 2005 | Mayhill       | E. Guido                  | —         | MPC                           |
| 397030     | 2005 UU14  | 22 out 2005 | Kitt Peak     | Spacewatch                | —         | MPC                           |
| 397031     | 2005 UL18  | 22 out 2005 | Kitt Peak     | Spacewatch                | —         | MPC                           |
| 397032     | 2005 UA46  | 30 set 2005 | Catalina      | CSS                       | —         | MPC                           |
| 397033     | 2005 UN47  | 22 out 2005 | Kitt Peak     | Spacewatch                | —         | MPC                           |
| 397034     | 2005 UP49  | 23 out 2005 | Palomar       | NEAT                      | —         | MPC                           |
| 397035     | 2005 UQ50  | 23 out 2005 | Catalina      | CSS                       | —         | MPC                           |
| 397036     | 2005 UM52  | 23 out 2005 | Catalina      | CSS                       | —         | MPC                           |
| 397037     | 2005 UN53  | 23 out 2005 | Catalina      | CSS                       | —         | MPC                           |
| 397038     | 2005 UZ53  | 25 set 2005 | Kitt Peak     | Spacewatch                | —         | MPC                           |
| 397039     | 2005 US55  | 23 out 2005 | Catalina      | CSS                       | —         | MPC                           |
| 397040     | 2005 UV63  | 25 out 2005 | Mount Lemmon  | Mount Lemmon Survey       | Brangane  | MPC                           |
| 397041     | 2005 UL68  | 22 out 2005 | Palomar       | NEAT                      | —         | MPC                           |
| 397042     | 2005 UG69  | 23 out 2005 | Palomar       | NEAT                      | Brangane  | MPC                           |
| 397043     | 2005 UY70  | 23 out 2005 | Catalina      | CSS                       | —         | MPC                           |
| 397044     | 2005 UB80  | 25 out 2005 | Kitt Peak     | Spacewatch                | —         | MPC                           |
| 397045     | 2005 UL82  | 1 out 2005  | Mount Lemmon  | Mount Lemmon Survey       | —         | MPC                           |
| 397046     | 2005 US83  | 22 out 2005 | Kitt Peak     | Spacewatch                | —         | MPC                           |
| 397047     | 2005 UU91  | 22 out 2005 | Kitt Peak     | Spacewatch                | —         | MPC                           |
| 397048     | 2005 UQ92  | 22 out 2005 | Kitt Peak     | Spacewatch                | —         | MPC                           |
| 397049     | 2005 UU93  | 22 out 2005 | Kitt Peak     | Spacewatch                | —         | MPC                           |
| 397050     | 2005 UL98  | 22 out 2005 | Kitt Peak     | Spacewatch                | —         | MPC                           |
| 397051     | 2005 UV99  | 22 out 2005 | Kitt Peak     | Spacewatch                | —         | MPC                           |
| 397052     | 2005 UP101 | 22 out 2005 | Kitt Peak     | Spacewatch                | —         | MPC                           |
| 397053     | 2005 UW103 | 22 out 2005 | Kitt Peak     | Spacewatch                | —         | MPC                           |
| 397054     | 2005 UB107 | 22 out 2005 | Kitt Peak     | Spacewatch                | —         | MPC                           |
| 397055     | 2005 UG109 | 22 out 2005 | Palomar       | NEAT                      | —         | MPC                           |
| 397056     | 2005 UQ109 | 22 out 2005 | Kitt Peak     | Spacewatch                | —         | MPC                           |
| 397057     | 2005 UC121 | 24 out 2005 | Kitt Peak     | Spacewatch                | —         | MPC                           |
| 397058     | 2005 UD126 | 24 out 2005 | Kitt Peak     | Spacewatch                | —         | MPC                           |
| 397059     | 2005 UB132 | 24 out 2005 | Kitt Peak     | Spacewatch                | —         | MPC                           |
| 397060     | 2005 UJ139 | 25 out 2005 | Anderson Mesa | LONEOS                    | —         | MPC                           |
| 397061     | 2005 UY148 | 26 out 2005 | Kitt Peak     | Spacewatch                | —         | MPC                           |
| 397062     | 2005 UX149 | 26 out 2005 | Kitt Peak     | Spacewatch                | —         | MPC                           |
| 397063     | 2005 UA151 | 26 out 2005 | Kitt Peak     | Spacewatch                | —         | MPC                           |
| 397064     | 2005 UU152 | 26 out 2005 | Kitt Peak     | Spacewatch                | —         | MPC                           |
| 397065     | 2005 UQ156 | 25 out 2005 | Kitt Peak     | Spacewatch                | —         | MPC                           |
| 397066     | 2005 UE158 | 25 out 2005 | Kitt Peak     | Spacewatch                | —         | MPC                           |
| 397067     | 2005 UK160 | 5 out 2005  | Catalina      | CSS                       | —         | MPC                           |
| 397068     | 2005 UU161 | 25 out 2005 | Kitt Peak     | Spacewatch                | —         | MPC                           |
| 397069     | 2005 UF163 | 23 out 2005 | Kitt Peak     | Spacewatch                | —         | MPC                           |
| 397070     | 2005 UA167 | 5 out 2005  | Kitt Peak     | Spacewatch                | —         | MPC                           |
| 397071     | 2005 UR167 | 24 out 2005 | Kitt Peak     | Spacewatch                | —         | MPC                           |
| 397072     | 2005 UC178 | 24 out 2005 | Kitt Peak     | Spacewatch                | —         | MPC                           |
| 397073     | 2005 UT179 | 24 out 2005 | Kitt Peak     | Spacewatch                | —         | MPC                           |
| 397074     | 2005 UF183 | 25 out 2005 | Kitt Peak     | Spacewatch                | Brangane  | MPC                           |
| 397075     | 2005 UR184 | 25 out 2005 | Mount Lemmon  | Mount Lemmon Survey       | —         | MPC                           |
| 397076     | 2005 UH231 | 25 out 2005 | Mount Lemmon  | Mount Lemmon Survey       | —         | MPC                           |
| 397077     | 2005 UM240 | 25 out 2005 | Kitt Peak     | Spacewatch                | —         | MPC                           |
| 397078     | 2005 UG249 | 28 out 2005 | Mount Lemmon  | Mount Lemmon Survey       | —         | MPC                           |
| 397079     | 2005 UX249 | 22 out 2005 | Kitt Peak     | Spacewatch                | —         | MPC                           |
| 397080     | 2005 UG252 | 26 out 2005 | Anderson Mesa | LONEOS                    | —         | MPC                           |
| 397081     | 2005 UG260 | 25 out 2005 | Kitt Peak     | Spacewatch                | Brangane  | MPC                           |
| 397082     | 2005 US275 | 29 out 2005 | Catalina      | CSS                       | —         | MPC                           |
| 397083     | 2005 UU282 | 26 out 2005 | Kitt Peak     | Spacewatch                | —         | MPC                           |
| 397084     | 2005 UL287 | 26 out 2005 | Kitt Peak     | Spacewatch                | Brangane  | MPC                           |
| 397085     | 2005 UU292 | 26 out 2005 | Kitt Peak     | Spacewatch                | —         | MPC                           |
| 397086     | 2005 UX292 | 26 out 2005 | Kitt Peak     | Spacewatch                | —         | MPC                           |
| 397087     | 2005 UG308 | 27 out 2005 | Mount Lemmon  | Mount Lemmon Survey       | —         | MPC                           |
| 397088     | 2005 US308 | 27 out 2005 | Catalina      | CSS                       | —         | MPC                           |
| 397089     | 2005 UG340 | 22 out 2005 | Kitt Peak     | Spacewatch                | —         | MPC                           |
| 397090     | 2005 UA350 | 27 out 2005 | Palomar       | NEAT                      | —         | MPC                           |
| 397091     | 2005 UB350 | 27 out 2005 | Palomar       | NEAT                      | —         | MPC                           |
| 397092     | 2005 UH357 | 31 out 2005 | Mount Lemmon  | Mount Lemmon Survey       | Brangane  | MPC                           |
| 397093     | 2005 UR369 | 27 out 2005 | Kitt Peak     | Spacewatch                | —         | MPC                           |
| 397094     | 2005 UP407 | 30 out 2005 | Mount Lemmon  | Mount Lemmon Survey       | —         | MPC                           |
| 397095     | 2005 UP436 | 31 out 2005 | Kitt Peak     | Spacewatch                | —         | MPC                           |
| 397096     | 2005 UL439 | 29 out 2005 | Kitt Peak     | Spacewatch                | —         | MPC                           |
| 397097     | 2005 UJ459 | 31 out 2005 | Kitt Peak     | Spacewatch                | —         | MPC                           |
| 397098     | 2005 UO459 | 27 out 2005 | Mount Lemmon  | Mount Lemmon Survey       | —         | MPC                           |
| 397099     | 2005 US462 | 30 out 2005 | Kitt Peak     | Spacewatch                | —         | MPC                           |
| 397100     | 2005 UD467 | 30 out 2005 | Kitt Peak     | Spacewatch                | —         | MPC                           |

## 397101–397200
| Designação | Designação | Descoberta  | Descoberta    | Descobridor(es)     | Categoria | Mais informações / Referência |
| Permanente | Provisória | Data        | Local         | Descobridor(es)     | Categoria | Mais informações / Referência |
| ---------- | ---------- | ----------- | ------------- | ------------------- | --------- | ----------------------------- |
| 397101     | 2005 UO492 | 25 out 2005 | Socorro       | LINEAR              | —         | MPC                           |
| 397102     | 2005 UX511 | 28 out 2005 | Kitt Peak     | Spacewatch          | —         | MPC                           |
| 397103     | 2005 UF515 | 22 out 2005 | Apache Point  | A. C. Becker        | —         | MPC                           |
| 397104     | 2005 UV515 | 22 out 2005 | Apache Point  | A. C. Becker        | —         | MPC                           |
| 397105     | 2005 UW516 | 25 out 2005 | Apache Point  | A. C. Becker        | —         | MPC                           |
| 397106     | 2005 UJ520 | 26 out 2005 | Apache Point  | A. C. Becker        | —         | MPC                           |
| 397107     | 2005 UE522 | 26 out 2005 | Apache Point  | A. C. Becker        | —         | MPC                           |
| 397108     | 2005 UD524 | 27 out 2005 | Apache Point  | A. C. Becker        | —         | MPC                           |
| 397109     | 2005 VM9   | 1 nov 2005  | Kitt Peak     | Spacewatch          | —         | MPC                           |
| 397110     | 2005 VL31  | 4 nov 2005  | Kitt Peak     | Spacewatch          | —         | MPC                           |
| 397111     | 2005 VN35  | 3 nov 2005  | Mount Lemmon  | Mount Lemmon Survey | —         | MPC                           |
| 397112     | 2005 VF48  | 22 mai 2003 | Kitt Peak     | Spacewatch          | —         | MPC                           |
| 397113     | 2005 VG54  | 4 nov 2005  | Kitt Peak     | Spacewatch          | —         | MPC                           |
| 397114     | 2005 VS88  | 6 nov 2005  | Kitt Peak     | Spacewatch          | —         | MPC                           |
| 397115     | 2005 VM91  | 6 nov 2005  | Socorro       | LINEAR              | —         | MPC                           |
| 397116     | 2005 VX91  | 28 out 2005 | Mount Lemmon  | Mount Lemmon Survey | —         | MPC                           |
| 397117     | 2005 VE102 | 1 nov 2005  | Anderson Mesa | LONEOS              | —         | MPC                           |
| 397118     | 2005 VJ117 | 26 out 2005 | Kitt Peak     | Spacewatch          | —         | MPC                           |
| 397119     | 2005 VK124 | 6 nov 2005  | Mount Lemmon  | Mount Lemmon Survey | —         | MPC                           |
| 397120     | 2005 VX124 | 6 nov 2005  | Kitt Peak     | Spacewatch          | —         | MPC                           |
| 397121     | 2005 VS126 | 1 nov 2005  | Apache Point  | A. C. Becker        | Brangane  | MPC                           |
| 397122     | 2005 WA6   | 21 nov 2005 | Kitt Peak     | Spacewatch          | —         | MPC                           |
| 397123     | 2005 WN16  | 22 nov 2005 | Kitt Peak     | Spacewatch          | —         | MPC                           |
| 397124     | 2005 WR30  | 21 nov 2005 | Kitt Peak     | Spacewatch          | —         | MPC                           |
| 397125     | 2005 WK31  | 21 nov 2005 | Kitt Peak     | Spacewatch          | —         | MPC                           |
| 397126     | 2005 WV31  | 21 nov 2005 | Kitt Peak     | Spacewatch          | —         | MPC                           |
| 397127     | 2005 WY37  | 22 nov 2005 | Kitt Peak     | Spacewatch          | —         | MPC                           |
| 397128     | 2005 WF42  | 24 out 2005 | Kitt Peak     | Spacewatch          | —         | MPC                           |
| 397129     | 2005 WS42  | 21 nov 2005 | Kitt Peak     | Spacewatch          | —         | MPC                           |
| 397130     | 2005 WL46  | 24 nov 2005 | Palomar       | NEAT                | —         | MPC                           |
| 397131     | 2005 WS56  | 29 nov 2005 | Socorro       | LINEAR              | —         | MPC                           |
| 397132     | 2005 WM80  | 25 nov 2005 | Kitt Peak     | Spacewatch          | —         | MPC                           |
| 397133     | 2005 WW87  | 28 nov 2005 | Mount Lemmon  | Mount Lemmon Survey | —         | MPC                           |
| 397134     | 2005 WO92  | 25 nov 2005 | Mount Lemmon  | Mount Lemmon Survey | —         | MPC                           |
| 397135     | 2005 WW103 | 10 nov 2005 | Catalina      | CSS                 | —         | MPC                           |
| 397136     | 2005 WR105 | 29 out 2005 | Mount Lemmon  | Mount Lemmon Survey | —         | MPC                           |
| 397137     | 2005 WD107 | 25 nov 2005 | Mount Lemmon  | Mount Lemmon Survey | —         | MPC                           |
| 397138     | 2005 WZ111 | 30 nov 2005 | Mount Lemmon  | Mount Lemmon Survey | —         | MPC                           |
| 397139     | 2005 WH118 | 28 nov 2005 | Catalina      | CSS                 | —         | MPC                           |
| 397140     | 2005 WL130 | 25 nov 2005 | Mount Lemmon  | Mount Lemmon Survey | —         | MPC                           |
| 397141     | 2005 WS131 | 25 nov 2005 | Mount Lemmon  | Mount Lemmon Survey | —         | MPC                           |
| 397142     | 2005 WX135 | 26 nov 2005 | Kitt Peak     | Spacewatch          | —         | MPC                           |
| 397143     | 2005 WR140 | 26 nov 2005 | Mount Lemmon  | Mount Lemmon Survey | —         | MPC                           |
| 397144     | 2005 WO153 | 29 nov 2005 | Kitt Peak     | Spacewatch          | —         | MPC                           |
| 397145     | 2005 WP161 | 28 nov 2005 | Mount Lemmon  | Mount Lemmon Survey | —         | MPC                           |
| 397146     | 2005 WM162 | 28 nov 2005 | Mount Lemmon  | Mount Lemmon Survey | —         | MPC                           |
| 397147     | 2005 WJ171 | 30 nov 2005 | Kitt Peak     | Spacewatch          | —         | MPC                           |
| 397148     | 2005 WK181 | 25 nov 2005 | Catalina      | CSS                 | —         | MPC                           |
| 397149     | 2005 WV187 | 29 nov 2005 | Catalina      | CSS                 | —         | MPC                           |
| 397150     | 2005 WA211 | 26 nov 2005 | Kitt Peak     | Spacewatch          | —         | MPC                           |
| 397151     | 2005 WG211 | 21 nov 2005 | Kitt Peak     | Spacewatch          | —         | MPC                           |
| 397152     | 2005 XL    | 1 dez 2005  | Mount Lemmon  | Mount Lemmon Survey | —         | MPC                           |
| 397153     | 2005 XS2   | 1 dez 2005  | Kitt Peak     | Spacewatch          | —         | MPC                           |
| 397154     | 2005 XK40  | 5 dez 2005  | Mount Lemmon  | Mount Lemmon Survey | Flora     | MPC                           |
| 397155     | 2005 XG41  | 6 dez 2005  | Kitt Peak     | Spacewatch          | —         | MPC                           |
| 397156     | 2005 XS43  | 2 dez 2005  | Kitt Peak     | Spacewatch          | —         | MPC                           |
| 397157     | 2005 XD54  | 4 dez 2005  | Catalina      | CSS                 | —         | MPC                           |
| 397158     | 2005 XP69  | 6 dez 2005  | Kitt Peak     | Spacewatch          | —         | MPC                           |
| 397159     | 2005 XR71  | 6 dez 2005  | Kitt Peak     | Spacewatch          | —         | MPC                           |
| 397160     | 2005 XA101 | 1 dez 2005  | Kitt Peak     | M. W. Buie          | —         | MPC                           |
| 397161     | 2005 XD115 | 4 dez 2005  | Mount Lemmon  | Mount Lemmon Survey | —         | MPC                           |
| 397162     | 2005 YE6   | 21 dez 2005 | Kitt Peak     | Spacewatch          | —         | MPC                           |
| 397163     | 2005 YS22  | 24 dez 2005 | Kitt Peak     | Spacewatch          | Mitidika  | MPC                           |
| 397164     | 2005 YQ30  | 22 dez 2005 | Catalina      | CSS                 | —         | MPC                           |
| 397165     | 2005 YX57  | 24 dez 2005 | Kitt Peak     | Spacewatch          | —         | MPC                           |
| 397166     | 2005 YW70  | 25 nov 2005 | Mount Lemmon  | Mount Lemmon Survey | —         | MPC                           |
| 397167     | 2005 YY78  | 24 dez 2005 | Kitt Peak     | Spacewatch          | —         | MPC                           |
| 397168     | 2005 YA86  | 25 dez 2005 | Mount Lemmon  | Mount Lemmon Survey | —         | MPC                           |
| 397169     | 2005 YC102 | 25 dez 2005 | Kitt Peak     | Spacewatch          | —         | MPC                           |
| 397170     | 2005 YD105 | 25 dez 2005 | Kitt Peak     | Spacewatch          | Mitidika  | MPC                           |
| 397171     | 2005 YD107 | 2 dez 2005  | Mount Lemmon  | Mount Lemmon Survey | —         | MPC                           |
| 397172     | 2005 YS121 | 2 dez 2005  | Mount Lemmon  | Mount Lemmon Survey | Juno      | MPC                           |
| 397173     | 2005 YC142 | 28 dez 2005 | Mount Lemmon  | Mount Lemmon Survey | —         | MPC                           |
| 397174     | 2005 YF148 | 25 dez 2005 | Kitt Peak     | Spacewatch          | —         | MPC                           |
| 397175     | 2005 YR153 | 29 dez 2005 | Socorro       | LINEAR              | —         | MPC                           |
| 397176     | 2005 YG200 | 26 dez 2005 | Mount Lemmon  | Mount Lemmon Survey | —         | MPC                           |
| 397177     | 2005 YS253 | 29 dez 2005 | Kitt Peak     | Spacewatch          | Mitidika  | MPC                           |
| 397178     | 2005 YV254 | 30 dez 2005 | Kitt Peak     | Spacewatch          | —         | MPC                           |
| 397179     | 2006 AR16  | 5 jan 2006  | Socorro       | LINEAR              | —         | MPC                           |
| 397180     | 2006 AB17  | 5 jan 2006  | Kitt Peak     | Spacewatch          | Mitidika  | MPC                           |
| 397181     | 2006 AJ40  | 7 jan 2006  | Mount Lemmon  | Mount Lemmon Survey | —         | MPC                           |
| 397182     | 2006 AZ40  | 7 jan 2006  | Kitt Peak     | Spacewatch          | —         | MPC                           |
| 397183     | 2006 AL51  | 5 jan 2006  | Kitt Peak     | Spacewatch          | —         | MPC                           |
| 397184     | 2006 AS54  | 30 nov 2005 | Mount Lemmon  | Mount Lemmon Survey | —         | MPC                           |
| 397185     | 2006 BN17  | 22 jan 2006 | Mount Lemmon  | Mount Lemmon Survey | —         | MPC                           |
| 397186     | 2006 BU21  | 22 jan 2006 | Mount Lemmon  | Mount Lemmon Survey | —         | MPC                           |
| 397187     | 2006 BO22  | 22 jan 2006 | Mount Lemmon  | Mount Lemmon Survey | —         | MPC                           |
| 397188     | 2006 BM32  | 21 jan 2006 | Mount Lemmon  | Mount Lemmon Survey | —         | MPC                           |
| 397189     | 2006 BA47  | 24 jan 2006 | Socorro       | LINEAR              | —         | MPC                           |
| 397190     | 2006 BQ61  | 22 jan 2006 | Catalina      | CSS                 | —         | MPC                           |
| 397191     | 2006 BR89  | 25 jan 2006 | Kitt Peak     | Spacewatch          | —         | MPC                           |
| 397192     | 2006 BZ114 | 26 jan 2006 | Kitt Peak     | Spacewatch          | —         | MPC                           |
| 397193     | 2006 BL115 | 26 jan 2006 | Kitt Peak     | Spacewatch          | —         | MPC                           |
| 397194     | 2006 BZ123 | 26 mar 1995 | Kitt Peak     | Spacewatch          | —         | MPC                           |
| 397195     | 2006 BO149 | 23 jan 2006 | Catalina      | CSS                 | —         | MPC                           |
| 397196     | 2006 BN174 | 27 jan 2006 | Kitt Peak     | Spacewatch          | —         | MPC                           |
| 397197     | 2006 BL191 | 30 jan 2006 | Kitt Peak     | Spacewatch          | —         | MPC                           |
| 397198     | 2006 BB193 | 30 jan 2006 | Kitt Peak     | Spacewatch          | —         | MPC                           |
| 397199     | 2006 BF196 | 30 jan 2006 | Kitt Peak     | Spacewatch          | —         | MPC                           |
| 397200     | 2006 BR202 | 31 jan 2006 | Kitt Peak     | Spacewatch          | —         | MPC                           |

## 397201–397300
| Designação        | Designação | Descoberta  | Descoberta        | Descobridor(es)     | Categoria | Mais informações / Referência |
| Permanente        | Provisória | Data        | Local             | Descobridor(es)     | Categoria | Mais informações / Referência |
| ----------------- | ---------- | ----------- | ----------------- | ------------------- | --------- | ----------------------------- |
| 397201            | 2006 BR223 | 30 jan 2006 | Kitt Peak         | Spacewatch          | —         | MPC                           |
| 397202            | 2006 BS258 | 31 jan 2006 | Mount Lemmon      | Mount Lemmon Survey | —         | MPC                           |
| 397203            | 2006 BO279 | 30 jan 2006 | Kitt Peak         | Spacewatch          | Mitidika  | MPC                           |
| 397204            | 2006 BE283 | 31 jan 2006 | Kitt Peak         | Spacewatch          | —         | MPC                           |
| 397205            | 2006 CO18  | 1 fev 2006  | Kitt Peak         | Spacewatch          | —         | MPC                           |
| 397206            | 2006 DK21  | 26 jan 2006 | Mount Lemmon      | Mount Lemmon Survey | —         | MPC                           |
| 397207            | 2006 DW121 | 22 fev 2006 | Anderson Mesa     | LONEOS              | —         | MPC                           |
| 397208            | 2006 DW190 | 27 fev 2006 | Kitt Peak         | Spacewatch          | —         | MPC                           |
| 397209            | 2006 DX215 | 28 fev 2006 | Mount Lemmon      | Mount Lemmon Survey | —         | MPC                           |
| 397210            | 2006 EX2   | 26 jan 2006 | Mount Lemmon      | Mount Lemmon Survey | —         | MPC                           |
| 397211            | 2006 FP27  | 24 mar 2006 | Mount Lemmon      | Mount Lemmon Survey | —         | MPC                           |
| 397212            | 2006 FG46  | 26 mar 2006 | Anderson Mesa     | LONEOS              | —         | MPC                           |
| 397213            | 2006 FF54  | 26 mar 2006 | Mount Lemmon      | Mount Lemmon Survey | —         | MPC                           |
| 397214            | 2006 GU37  | 2 abr 2006  | Kitt Peak         | DLS                 | Juno      | MPC                           |
| 397215            | 2006 HV33  | 25 mar 2006 | Kitt Peak         | Spacewatch          | Juno      | MPC                           |
| 397216            | 2006 HT47  | 24 abr 2006 | Kitt Peak         | Spacewatch          | —         | MPC                           |
| 397217            | 2006 HU48  | 24 abr 2006 | Socorro           | LINEAR              | —         | MPC                           |
| 397218            | 2006 HH70  | 8 abr 2006  | Kitt Peak         | Spacewatch          | —         | MPC                           |
| 397219            | 2006 HY72  | 25 abr 2006 | Kitt Peak         | Spacewatch          | —         | MPC                           |
| 397220            | 2006 HY73  | 25 abr 2006 | Kitt Peak         | Spacewatch          | —         | MPC                           |
| 397221            | 2006 HH82  | 26 abr 2006 | Kitt Peak         | Spacewatch          | —         | MPC                           |
| 397222            | 2006 HB91  | 29 abr 2006 | Kitt Peak         | Spacewatch          | —         | MPC                           |
| 397223            | 2006 HF116 | 26 abr 2006 | Kitt Peak         | Spacewatch          | —         | MPC                           |
| 397224            | 2006 JZ21  | 2 mai 2006  | Kitt Peak         | Spacewatch          | —         | MPC                           |
| 397225            | 2006 JY36  | 4 mai 2006  | Kitt Peak         | Spacewatch          | —         | MPC                           |
| 397226            | 2006 KO24  | 15 jan 2005 | Catalina          | CSS                 | —         | MPC                           |
| 397227            | 2006 KA42  | 20 mai 2006 | Kitt Peak         | Spacewatch          | Phocaea   | MPC                           |
| 397228            | 2006 KN42  | 20 mai 2006 | Mount Lemmon      | Mount Lemmon Survey | —         | MPC                           |
| 397229            | 2006 KH52  | 21 mai 2006 | Kitt Peak         | Spacewatch          | —         | MPC                           |
| 397230            | 2006 KK57  | 22 mai 2006 | Kitt Peak         | Spacewatch          | —         | MPC                           |
| 397231            | 2006 KN70  | 22 mai 2006 | Kitt Peak         | Spacewatch          | —         | MPC                           |
| 397232            | 2006 KV82  | 19 mai 2006 | Mount Lemmon      | Mount Lemmon Survey | —         | MPC                           |
| 397233            | 2006 KR89  | 29 mai 2006 | Mayhill           | A. Lowe             | —         | MPC                           |
| 397234            | 2006 KW97  | 2 mai 2006  | Mount Lemmon      | Mount Lemmon Survey | —         | MPC                           |
| 397235            | 2006 KR99  | 27 mai 2006 | Catalina          | CSS                 | Juno      | MPC                           |
| 397236            | 2006 KS105 | 20 abr 2006 | Siding Spring     | SSS                 | —         | MPC                           |
| 397237            | 2006 KZ112 | 31 mai 2006 | Catalina          | CSS                 | —         | MPC                           |
| 397238            | 2006 KY116 | 7 mai 2006  | Mount Lemmon      | Mount Lemmon Survey | —         | MPC                           |
| 397239            | 2006 KA117 | 29 mai 2006 | Kitt Peak         | Spacewatch          | —         | MPC                           |
| 397240            | 2006 OL5   | 19 jul 2006 | Palomar           | NEAT                | —         | MPC                           |
| 397241            | 2006 OE13  | 21 jul 2006 | Catalina          | CSS                 | —         | MPC                           |
| 397242            | 2006 PY16  | 15 ago 2006 | Palomar           | NEAT                | —         | MPC                           |
| 397243            | 2006 PZ25  | 13 ago 2006 | Palomar           | NEAT                | —         | MPC                           |
| 397244            | 2006 PT43  | 13 ago 2006 | Palomar           | NEAT                | Phocaea   | MPC                           |
| 397245            | 2006 QJ    | 16 ago 2006 | Reedy Creek       | J. Broughton        | —         | MPC                           |
| 397246            | 2006 QE4   | 18 ago 2006 | Kitt Peak         | Spacewatch          | —         | MPC                           |
| 397247            | 2006 QQ9   | 19 ago 2006 | Kitt Peak         | Spacewatch          | —         | MPC                           |
| 397248            | 2006 QD23  | 19 ago 2006 | Palomar           | NEAT                | —         | MPC                           |
| 397249            | 2006 QX25  | 19 ago 2006 | Kitt Peak         | Spacewatch          | —         | MPC                           |
| 397250            | 2006 QS31  | 8 ago 2006  | Siding Spring     | SSS                 | —         | MPC                           |
| 397251            | 2006 QS80  | 5 fev 2000  | Kitt Peak         | Spacewatch          | —         | MPC                           |
| 397252            | 2006 QY95  | 16 ago 2006 | Palomar           | NEAT                | Meliboea  | MPC                           |
| 397253            | 2006 QG98  | 22 ago 2006 | Palomar           | NEAT                | —         | MPC                           |
| 397254            | 2006 QG99  | 23 ago 2006 | Palomar           | NEAT                | —         | MPC                           |
| 397255            | 2006 QC111 | 27 ago 2006 | Lulin Observatory | H.-C. Lin, Q.-z. Ye | —         | MPC                           |
| 397256            | 2006 QM120 | 29 ago 2006 | Catalina          | CSS                 | —         | MPC                           |
| 397257            | 2006 QA130 | 19 ago 2006 | Palomar           | NEAT                | —         | MPC                           |
| 397258            | 2006 QL142 | 18 ago 2006 | Palomar           | NEAT                | —         | MPC                           |
| 397259            | 2006 QR159 | 19 ago 2006 | Kitt Peak         | Spacewatch          | —         | MPC                           |
| 397260            | 2006 RF    | 29 ago 2006 | Anderson Mesa     | LONEOS              | —         | MPC                           |
| 397261            | 2006 RZ15  | 14 set 2006 | Catalina          | CSS                 | —         | MPC                           |
| 397262            | 2006 RN16  | 14 set 2006 | Palomar           | NEAT                | —         | MPC                           |
| 397263            | 2006 RG17  | 14 set 2006 | Catalina          | CSS                 | —         | MPC                           |
| 397264            | 2006 RV23  | 13 set 2006 | Palomar           | NEAT                | —         | MPC                           |
| 397265            | 2006 RQ35  | 14 set 2006 | Catalina          | CSS                 | —         | MPC                           |
| 397266            | 2006 RT37  | 12 set 2006 | Catalina          | CSS                 | —         | MPC                           |
| 397267            | 2006 RS58  | 15 set 2006 | Kitt Peak         | Spacewatch          | —         | MPC                           |
| 397268            | 2006 RB61  | 15 set 2006 | Socorro           | LINEAR              | —         | MPC                           |
| 397269            | 2006 RE61  | 21 jul 2006 | Catalina          | CSS                 | Phocaea   | MPC                           |
| 397270            | 2006 RG63  | 14 set 2006 | Catalina          | CSS                 | —         | MPC                           |
| 397271            | 2006 RT67  | 15 set 2006 | Kitt Peak         | Spacewatch          | —         | MPC                           |
| 397272            | 2006 RS69  | 15 set 2006 | Kitt Peak         | Spacewatch          | —         | MPC                           |
| 397273            | 2006 RA71  | 15 set 2006 | Kitt Peak         | Spacewatch          | —         | MPC                           |
| 397274            | 2006 RL73  | 15 set 2006 | Kitt Peak         | Spacewatch          | —         | MPC                           |
| 397275            | 2006 RP85  | 15 set 2006 | Kitt Peak         | Spacewatch          | —         | MPC                           |
| 397276            | 2006 RO92  | 15 set 2006 | Kitt Peak         | Spacewatch          | —         | MPC                           |
| 397277            | 2006 RV95  | 15 set 2006 | Kitt Peak         | Spacewatch          | —         | MPC                           |
| 397278 Arvidson   | 2006 RE114 | 14 set 2006 | Mauna Kea         | J. Masiero          | —         | MPC                           |
| 397279 Bloomsburg | 2006 RF118 | 14 set 2006 | Mauna Kea         | J. Masiero          | —         | MPC                           |
| 397280            | 2006 SW9   | 2 mai 2006  | Mount Lemmon      | Mount Lemmon Survey | Phocaea   | MPC                           |
| 397281            | 2006 SR17  | 17 set 2006 | Kitt Peak         | Spacewatch          | —         | MPC                           |
| 397282            | 2006 SF38  | 18 set 2006 | Kitt Peak         | Spacewatch          | —         | MPC                           |
| 397283            | 2006 SP40  | 18 set 2006 | Catalina          | CSS                 | —         | MPC                           |
| 397284            | 2006 SN49  | 19 set 2006 | Kitt Peak         | Spacewatch          | —         | MPC                           |
| 397285            | 2006 SZ50  | 17 set 2006 | Catalina          | CSS                 | —         | MPC                           |
| 397286            | 2006 SE51  | 17 set 2006 | Catalina          | CSS                 | —         | MPC                           |
| 397287            | 2006 SG54  | 16 set 2006 | Catalina          | CSS                 | —         | MPC                           |
| 397288            | 2006 SS79  | 17 set 2006 | Catalina          | CSS                 | —         | MPC                           |
| 397289            | 2006 SX83  | 18 set 2006 | Kitt Peak         | Spacewatch          | —         | MPC                           |
| 397290            | 2006 SQ95  | 18 set 2006 | Kitt Peak         | Spacewatch          | —         | MPC                           |
| 397291            | 2006 SG96  | 18 set 2006 | Kitt Peak         | Spacewatch          | —         | MPC                           |
| 397292            | 2006 ST106 | 19 set 2006 | Kitt Peak         | Spacewatch          | Phocaea   | MPC                           |
| 397293            | 2006 SX111 | 22 set 2006 | Catalina          | CSS                 | —         | MPC                           |
| 397294            | 2006 SK124 | 19 set 2006 | Catalina          | CSS                 | —         | MPC                           |
| 397295            | 2006 SO135 | 20 set 2006 | Catalina          | CSS                 | —         | MPC                           |
| 397296            | 2006 SH145 | 19 set 2006 | Kitt Peak         | Spacewatch          | —         | MPC                           |
| 397297            | 2006 SV168 | 25 set 2006 | Kitt Peak         | Spacewatch          | —         | MPC                           |
| 397298            | 2006 SH170 | 25 set 2006 | Kitt Peak         | Spacewatch          | Juno      | MPC                           |
| 397299            | 2006 SP175 | 25 set 2006 | Mount Lemmon      | Mount Lemmon Survey | —         | MPC                           |
| 397300            | 2006 SH201 | 24 set 2006 | Kitt Peak         | Spacewatch          | —         | MPC                           |

## 397301–397400
| Designação | Designação | Descoberta  | Descoberta    | Descobridor(es)     | Categoria | Mais informações / Referência |
| Permanente | Provisória | Data        | Local         | Descobridor(es)     | Categoria | Mais informações / Referência |
| ---------- | ---------- | ----------- | ------------- | ------------------- | --------- | ----------------------------- |
| 397301     | 2006 SS201 | 24 set 2006 | Kitt Peak     | Spacewatch          | —         | MPC                           |
| 397302     | 2006 SD216 | 27 set 2006 | Kitt Peak     | Spacewatch          | —         | MPC                           |
| 397303     | 2006 SL226 | 26 set 2006 | Kitt Peak     | Spacewatch          | —         | MPC                           |
| 397304     | 2006 SM234 | 26 set 2006 | Kitt Peak     | Spacewatch          | —         | MPC                           |
| 397305     | 2006 SU243 | 26 set 2006 | Kitt Peak     | Spacewatch          | —         | MPC                           |
| 397306     | 2006 SW245 | 26 set 2006 | Mount Lemmon  | Mount Lemmon Survey | —         | MPC                           |
| 397307     | 2006 SC246 | 26 set 2006 | Mount Lemmon  | Mount Lemmon Survey | —         | MPC                           |
| 397308     | 2006 SS247 | 26 set 2006 | Mount Lemmon  | Mount Lemmon Survey | —         | MPC                           |
| 397309     | 2006 SX267 | 26 set 2006 | Kitt Peak     | Spacewatch          | —         | MPC                           |
| 397310     | 2006 SO268 | 26 set 2006 | Kitt Peak     | Spacewatch          | Brangane  | MPC                           |
| 397311     | 2006 SM274 | 27 set 2006 | Mount Lemmon  | Mount Lemmon Survey | —         | MPC                           |
| 397312     | 2006 SL290 | 30 set 2006 | Anderson Mesa | LONEOS              | —         | MPC                           |
| 397313     | 2006 SV330 | 28 set 2006 | Mount Lemmon  | Mount Lemmon Survey | —         | MPC                           |
| 397314     | 2006 SE361 | 30 set 2006 | Mount Lemmon  | Mount Lemmon Survey | —         | MPC                           |
| 397315     | 2006 SV366 | 16 set 2006 | Catalina      | CSS                 | Phocaea   | MPC                           |
| 397316     | 2006 SW381 | 28 set 2006 | Apache Point  | A. C. Becker        | —         | MPC                           |
| 397317     | 2006 SO384 | 29 set 2006 | Apache Point  | A. C. Becker        | —         | MPC                           |
| 397318     | 2006 SK390 | 30 set 2006 | Apache Point  | A. C. Becker        | —         | MPC                           |
| 397319     | 2006 SO396 | 17 set 2006 | Kitt Peak     | Spacewatch          | —         | MPC                           |
| 397320     | 2006 ST400 | 25 set 2006 | Kitt Peak     | Spacewatch          | —         | MPC                           |
| 397321     | 2006 SC401 | 27 set 2006 | Kitt Peak     | Spacewatch          | —         | MPC                           |
| 397322     | 2006 SU404 | 30 set 2006 | Kitt Peak     | Spacewatch          | —         | MPC                           |
| 397323     | 2006 SQ410 | 18 set 2006 | Kitt Peak     | Spacewatch          | —         | MPC                           |
| 397324     | 2006 SD413 | 19 set 2006 | Catalina      | CSS                 | —         | MPC                           |
| 397325     | 2006 TG    | 2 out 2006  | Mayhill       | A. Lowe             | —         | MPC                           |
| 397326     | 2006 TC1   | 3 out 2006  | Mount Lemmon  | Mount Lemmon Survey | —         | MPC                           |
| 397327     | 2006 TM9   | 11 out 2006 | Kitt Peak     | Spacewatch          | —         | MPC                           |
| 397328     | 2006 TN18  | 11 out 2006 | Kitt Peak     | Spacewatch          | —         | MPC                           |
| 397329     | 2006 TV32  | 12 out 2006 | Kitt Peak     | Spacewatch          | —         | MPC                           |
| 397330     | 2006 TZ32  | 26 set 2006 | Mount Lemmon  | Mount Lemmon Survey | —         | MPC                           |
| 397331     | 2006 TO55  | 12 out 2006 | Palomar       | NEAT                | —         | MPC                           |
| 397332     | 2006 TA63  | 20 set 2006 | Anderson Mesa | LONEOS              | —         | MPC                           |
| 397333     | 2006 TG64  | 10 out 2006 | Palomar       | NEAT                | —         | MPC                           |
| 397334     | 2006 TK67  | 17 set 2006 | Catalina      | CSS                 | —         | MPC                           |
| 397335     | 2006 TN67  | 11 out 2006 | Kitt Peak     | Spacewatch          | —         | MPC                           |
| 397336     | 2006 TW67  | 11 out 2006 | Palomar       | NEAT                | —         | MPC                           |
| 397337     | 2006 TQ72  | 11 out 2006 | Palomar       | NEAT                | —         | MPC                           |
| 397338     | 2006 TG75  | 11 out 2006 | Palomar       | NEAT                | —         | MPC                           |
| 397339     | 2006 TS88  | 13 out 2006 | Kitt Peak     | Spacewatch          | —         | MPC                           |
| 397340     | 2006 TH90  | 13 out 2006 | Kitt Peak     | Spacewatch          | —         | MPC                           |
| 397341     | 2006 TB96  | 12 out 2006 | Palomar       | NEAT                | —         | MPC                           |
| 397342     | 2006 TK109 | 4 out 2006  | Mount Lemmon  | Mount Lemmon Survey | —         | MPC                           |
| 397343     | 2006 UQ1   | 30 set 2006 | Anderson Mesa | LONEOS              | —         | MPC                           |
| 397344     | 2006 UZ11  | 17 out 2006 | Mount Lemmon  | Mount Lemmon Survey | Phocaea   | MPC                           |
| 397345     | 2006 UN37  | 3 out 2006  | Mount Lemmon  | Mount Lemmon Survey | —         | MPC                           |
| 397346     | 2006 UR44  | 16 out 2006 | Kitt Peak     | Spacewatch          | —         | MPC                           |
| 397347     | 2006 UQ63  | 17 out 2006 | Kitami        | K. Endate           | —         | MPC                           |
| 397348     | 2006 UH70  | 16 set 2006 | Catalina      | CSS                 | —         | MPC                           |
| 397349     | 2006 UD71  | 16 out 2006 | Catalina      | CSS                 | —         | MPC                           |
| 397350     | 2006 UJ83  | 17 out 2006 | Mount Lemmon  | Mount Lemmon Survey | —         | MPC                           |
| 397351     | 2006 UK85  | 17 out 2006 | Mount Lemmon  | Mount Lemmon Survey | —         | MPC                           |
| 397352     | 2006 UZ88  | 17 out 2006 | Kitt Peak     | Spacewatch          | —         | MPC                           |
| 397353     | 2006 UW90  | 17 out 2006 | Kitt Peak     | Spacewatch          | —         | MPC                           |
| 397354     | 2006 UQ94  | 18 out 2006 | Kitt Peak     | Spacewatch          | —         | MPC                           |
| 397355     | 2006 UT97  | 18 out 2006 | Kitt Peak     | Spacewatch          | Brangane  | MPC                           |
| 397356     | 2006 UF98  | 18 out 2006 | Kitt Peak     | Spacewatch          | Eos       | MPC                           |
| 397357     | 2006 UB103 | 18 out 2006 | Kitt Peak     | Spacewatch          | —         | MPC                           |
| 397358     | 2006 UY114 | 18 set 2006 | Kitt Peak     | Spacewatch          | —         | MPC                           |
| 397359     | 2006 UC119 | 19 out 2006 | Kitt Peak     | Spacewatch          | —         | MPC                           |
| 397360     | 2006 UZ124 | 19 out 2006 | Catalina      | CSS                 | —         | MPC                           |
| 397361     | 2006 UL129 | 27 set 2006 | Mount Lemmon  | Mount Lemmon Survey | —         | MPC                           |
| 397362     | 2006 UA141 | 19 out 2006 | Kitt Peak     | Spacewatch          | —         | MPC                           |
| 397363     | 2006 UW156 | 21 out 2006 | Catalina      | CSS                 | —         | MPC                           |
| 397364     | 2006 UE176 | 16 out 2006 | Catalina      | CSS                 | —         | MPC                           |
| 397365     | 2006 UG182 | 16 out 2006 | Catalina      | CSS                 | —         | MPC                           |
| 397366     | 2006 UX201 | 22 out 2006 | Palomar       | NEAT                | —         | MPC                           |
| 397367     | 2006 UU204 | 22 out 2006 | Palomar       | NEAT                | —         | MPC                           |
| 397368     | 2006 UN210 | 23 out 2006 | Kitt Peak     | Spacewatch          | Brangane  | MPC                           |
| 397369     | 2006 UD224 | 19 out 2006 | Palomar       | NEAT                | —         | MPC                           |
| 397370     | 2006 UB242 | 27 out 2006 | Kitt Peak     | Spacewatch          | —         | MPC                           |
| 397371     | 2006 UX247 | 27 out 2006 | Mount Lemmon  | Mount Lemmon Survey | —         | MPC                           |
| 397372     | 2006 UD263 | 30 out 2006 | Marly         | Naef Obs.           | —         | MPC                           |
| 397373     | 2006 UX270 | 27 out 2006 | Mount Lemmon  | Mount Lemmon Survey | —         | MPC                           |
| 397374     | 2006 UD276 | 19 out 2006 | Kitt Peak     | Spacewatch          | —         | MPC                           |
| 397375     | 2006 UL328 | 17 out 2006 | Mount Lemmon  | Mount Lemmon Survey | —         | MPC                           |
| 397376     | 2006 UQ335 | 17 out 2006 | Kitt Peak     | Spacewatch          | —         | MPC                           |
| 397377     | 2006 UW337 | 22 out 2006 | Catalina      | CSS                 | —         | MPC                           |
| 397378     | 2006 UJ338 | 28 out 2006 | Mount Lemmon  | Mount Lemmon Survey | —         | MPC                           |
| 397379     | 2006 UO358 | 16 out 2006 | Kitt Peak     | Spacewatch          | —         | MPC                           |
| 397380     | 2006 UV359 | 25 set 2006 | Mount Lemmon  | Mount Lemmon Survey | —         | MPC                           |
| 397381     | 2006 UA361 | 16 out 2006 | Catalina      | CSS                 | —         | MPC                           |
| 397382     | 2006 VU3   | 22 out 2006 | Kitt Peak     | Spacewatch          | —         | MPC                           |
| 397383     | 2006 VU44  | 30 set 2006 | Mount Lemmon  | Mount Lemmon Survey | —         | MPC                           |
| 397384     | 2006 VM53  | 11 nov 2006 | Kitt Peak     | Spacewatch          | —         | MPC                           |
| 397385     | 2006 VC54  | 11 nov 2006 | Kitt Peak     | Spacewatch          | Brangane  | MPC                           |
| 397386     | 2006 VC56  | 22 out 2006 | Mount Lemmon  | Mount Lemmon Survey | —         | MPC                           |
| 397387     | 2006 VA61  | 4 out 2006  | Mount Lemmon  | Mount Lemmon Survey | —         | MPC                           |
| 397388     | 2006 VE67  | 28 set 2006 | Mount Lemmon  | Mount Lemmon Survey | —         | MPC                           |
| 397389     | 2006 VF67  | 11 nov 2006 | Kitt Peak     | Spacewatch          | —         | MPC                           |
| 397390     | 2006 VV76  | 12 nov 2006 | Mount Lemmon  | Mount Lemmon Survey | Eos       | MPC                           |
| 397391     | 2006 VA97  | 11 nov 2006 | Kitt Peak     | Spacewatch          | —         | MPC                           |
| 397392     | 2006 VA100 | 11 nov 2006 | Catalina      | CSS                 | —         | MPC                           |
| 397393     | 2006 VO105 | 13 nov 2006 | Kitt Peak     | Spacewatch          | —         | MPC                           |
| 397394     | 2006 VE106 | 13 nov 2006 | Catalina      | CSS                 | —         | MPC                           |
| 397395     | 2006 VT116 | 14 nov 2006 | Kitt Peak     | Spacewatch          | —         | MPC                           |
| 397396     | 2006 VU136 | 15 nov 2006 | Kitt Peak     | Spacewatch          | —         | MPC                           |
| 397397     | 2006 WN16  | 17 nov 2006 | Kitt Peak     | Spacewatch          | —         | MPC                           |
| 397398     | 2006 WS33  | 16 nov 2006 | Kitt Peak     | Spacewatch          | —         | MPC                           |
| 397399     | 2006 WV66  | 17 nov 2006 | Mount Lemmon  | Mount Lemmon Survey | —         | MPC                           |
| 397400     | 2006 WD72  | 31 out 2006 | Mount Lemmon  | Mount Lemmon Survey | —         | MPC                           |

## 397401–397500
| Designação | Designação | Descoberta  | Descoberta        | Descobridor(es)     | Categoria | Mais informações / Referência |
| Permanente | Provisória | Data        | Local             | Descobridor(es)     | Categoria | Mais informações / Referência |
| ---------- | ---------- | ----------- | ----------------- | ------------------- | --------- | ----------------------------- |
| 397401     | 2006 WF82  | 18 nov 2006 | Kitt Peak         | Spacewatch          | —         | MPC                           |
| 397402     | 2006 WY102 | 19 nov 2006 | Kitt Peak         | Spacewatch          | Brangane  | MPC                           |
| 397403     | 2006 WL108 | 19 nov 2006 | Kitt Peak         | Spacewatch          | —         | MPC                           |
| 397404     | 2006 WL150 | 20 nov 2006 | Kitt Peak         | Spacewatch          | —         | MPC                           |
| 397405     | 2006 WS166 | 15 nov 2006 | Kitt Peak         | Spacewatch          | —         | MPC                           |
| 397406     | 2006 WK175 | 23 nov 2006 | Kitt Peak         | Spacewatch          | —         | MPC                           |
| 397407     | 2006 WC184 | 25 nov 2006 | Mount Lemmon      | Mount Lemmon Survey | —         | MPC                           |
| 397408     | 2006 WL199 | 19 nov 2006 | Kitt Peak         | Spacewatch          | —         | MPC                           |
| 397409     | 2006 XB24  | 12 dez 2006 | Catalina          | CSS                 | —         | MPC                           |
| 397410     | 2006 XJ35  | 11 dez 2006 | Kitt Peak         | Spacewatch          | —         | MPC                           |
| 397411     | 2006 XV52  | 16 nov 2006 | Mount Lemmon      | Mount Lemmon Survey | —         | MPC                           |
| 397412     | 2006 YQ3   | 23 out 2006 | Mount Lemmon      | Mount Lemmon Survey | —         | MPC                           |
| 397413     | 2006 YN25  | 21 dez 2006 | Kitt Peak         | Spacewatch          | Brangane  | MPC                           |
| 397414     | 2006 YK27  | 21 dez 2006 | Kitt Peak         | Spacewatch          | —         | MPC                           |
| 397415     | 2006 YA33  | 21 dez 2006 | Kitt Peak         | Spacewatch          | —         | MPC                           |
| 397416     | 2006 YR36  | 21 dez 2006 | Kitt Peak         | Spacewatch          | —         | MPC                           |
| 397417     | 2006 YZ36  | 21 dez 2006 | Kitt Peak         | Spacewatch          | —         | MPC                           |
| 397418     | 2006 YG40  | 22 dez 2006 | Kitt Peak         | Spacewatch          | Brangane  | MPC                           |
| 397419     | 2006 YU42  | 23 dez 2006 | Catalina          | CSS                 | Flora     | MPC                           |
| 397420     | 2006 YC50  | 21 dez 2006 | Kitt Peak         | M. W. Buie          | —         | MPC                           |
| 397421     | 2007 AO3   | 29 out 2005 | Catalina          | CSS                 | —         | MPC                           |
| 397422     | 2007 AB17  | 1 nov 2006  | Mount Lemmon      | Mount Lemmon Survey | —         | MPC                           |
| 397423     | 2007 AW30  | 9 jan 2007  | Kitt Peak         | Spacewatch          | —         | MPC                           |
| 397424     | 2007 BF2   | 16 jan 2007 | Catalina          | CSS                 | —         | MPC                           |
| 397425     | 2007 BU4   | 17 jan 2007 | Kitt Peak         | Spacewatch          | —         | MPC                           |
| 397426     | 2007 BB16  | 17 jan 2007 | Kitt Peak         | Spacewatch          | —         | MPC                           |
| 397427     | 2007 BK16  | 17 jan 2007 | Kitt Peak         | Spacewatch          | —         | MPC                           |
| 397428     | 2007 BZ42  | 24 jan 2007 | Mount Lemmon      | Mount Lemmon Survey | —         | MPC                           |
| 397429     | 2007 BM80  | 17 jan 2007 | Kitt Peak         | Spacewatch          | —         | MPC                           |
| 397430     | 2007 CA26  | 9 fev 2007  | Catalina          | CSS                 | Brangane  | MPC                           |
| 397431     | 2007 CB28  | 27 nov 2006 | Mount Lemmon      | Mount Lemmon Survey | —         | MPC                           |
| 397432     | 2007 CF39  | 27 jan 2007 | Kitt Peak         | Spacewatch          | —         | MPC                           |
| 397433     | 2007 CG79  | 10 fev 2007 | Catalina          | CSS                 | —         | MPC                           |
| 397434     | 2007 DE35  | 17 fev 2007 | Kitt Peak         | Spacewatch          | —         | MPC                           |
| 397435     | 2007 DJ46  | 21 dez 2006 | Mount Lemmon      | Mount Lemmon Survey | —         | MPC                           |
| 397436     | 2007 DV49  | 6 fev 2007  | Kitt Peak         | Spacewatch          | —         | MPC                           |
| 397437     | 2007 DL61  | 19 fev 2007 | Catalina          | CSS                 | —         | MPC                           |
| 397438     | 2007 DJ79  | 23 fev 2007 | Kitt Peak         | Spacewatch          | —         | MPC                           |
| 397439     | 2007 DK85  | 21 fev 2007 | Kitt Peak         | Spacewatch          | —         | MPC                           |
| 397440     | 2007 DV90  | 28 jan 2007 | Mount Lemmon      | Mount Lemmon Survey | —         | MPC                           |
| 397441     | 2007 EH1   | 20 jan 2007 | Siding Spring     | SSS                 | —         | MPC                           |
| 397442     | 2007 EL1   | 29 jan 2007 | Kitt Peak         | Spacewatch          | —         | MPC                           |
| 397443     | 2007 EB9   | 9 mar 2007  | Mount Lemmon      | Mount Lemmon Survey | —         | MPC                           |
| 397444     | 2007 EB29  | 27 jan 2007 | Mount Lemmon      | Mount Lemmon Survey | —         | MPC                           |
| 397445     | 2007 ED47  | 9 mar 2007  | Kitt Peak         | Spacewatch          | —         | MPC                           |
| 397446     | 2007 EL76  | 10 mar 2007 | Kitt Peak         | Spacewatch          | —         | MPC                           |
| 397447     | 2007 EC98  | 11 mar 2007 | Kitt Peak         | Spacewatch          | —         | MPC                           |
| 397448     | 2007 EF123 | 14 mar 2007 | Mount Lemmon      | Mount Lemmon Survey | —         | MPC                           |
| 397449     | 2007 EX145 | 12 mar 2007 | Mount Lemmon      | Mount Lemmon Survey | —         | MPC                           |
| 397450     | 2007 ES149 | 26 fev 2007 | Mount Lemmon      | Mount Lemmon Survey | —         | MPC                           |
| 397451     | 2007 EA189 | 13 mar 2007 | Mount Lemmon      | Mount Lemmon Survey | —         | MPC                           |
| 397452     | 2007 EB197 | 15 mar 2007 | Kitt Peak         | Spacewatch          | —         | MPC                           |
| 397453     | 2007 FA12  | 17 mar 2007 | Anderson Mesa     | LONEOS              | —         | MPC                           |
| 397454     | 2007 FJ12  | 17 mar 2007 | Socorro           | LINEAR              | —         | MPC                           |
| 397455     | 2007 FW31  | 20 mar 2007 | Kitt Peak         | Spacewatch          | —         | MPC                           |
| 397456     | 2007 GE6   | 2007 04 14  | Altschwendt       | W. Ries             | —         | MPC                           |
| 397457     | 2007 GR11  | 6 nov 2002  | Kitt Peak         | Spacewatch          | —         | MPC                           |
| 397458     | 2007 GB61  | 15 abr 2007 | Kitt Peak         | Spacewatch          | —         | MPC                           |
| 397459     | 2007 GS61  | 14 mar 2007 | Mount Lemmon      | Mount Lemmon Survey | —         | MPC                           |
| 397460     | 2007 HU12  | 14 mar 2007 | Kitt Peak         | Spacewatch          | —         | MPC                           |
| 397461     | 2007 HY27  | 18 abr 2007 | Kitt Peak         | Spacewatch          | —         | MPC                           |
| 397462     | 2007 HY35  | 19 abr 2007 | Kitt Peak         | Spacewatch          | —         | MPC                           |
| 397463     | 2007 HC50  | 1 nov 2005  | Mount Lemmon      | Mount Lemmon Survey | —         | MPC                           |
| 397464     | 2007 HU52  | 20 abr 2007 | Kitt Peak         | Spacewatch          | —         | MPC                           |
| 397465     | 2007 HW60  | 20 abr 2007 | Kitt Peak         | Spacewatch          | —         | MPC                           |
| 397466     | 2007 HL66  | 22 abr 2007 | Mount Lemmon      | Mount Lemmon Survey | —         | MPC                           |
| 397467     | 2007 HX66  | 22 abr 2007 | Mount Lemmon      | Mount Lemmon Survey | —         | MPC                           |
| 397468     | 2007 HS73  | 21 out 2001 | Kitt Peak         | Spacewatch          | —         | MPC                           |
| 397469     | 2007 HR83  | 11 abr 2007 | Kitt Peak         | Spacewatch          | —         | MPC                           |
| 397470     | 2007 JN28  | 15 abr 1993 | Kitt Peak         | Spacewatch          | —         | MPC                           |
| 397471     | 2007 LV    | 9 jun 2007  | Siding Spring     | SSS                 | —         | MPC                           |
| 397472     | 2007 MV9   | 19 jun 2007 | Kitt Peak         | Spacewatch          | —         | MPC                           |
| 397473     | 2007 OB2   | 18 jun 2007 | Catalina          | CSS                 | —         | MPC                           |
| 397474     | 2007 PP6   | 9 ago 2007  | Siding Spring     | SSS                 | —         | MPC                           |
| 397475     | 2007 PK21  | 9 ago 2007  | Socorro           | LINEAR              | —         | MPC                           |
| 397476     | 2007 PP26  | 13 ago 2007 | Socorro           | LINEAR              | Erigone   | MPC                           |
| 397477     | 2007 PW34  | 9 ago 2007  | Kitt Peak         | Spacewatch          | Mitidika  | MPC                           |
| 397478     | 2007 PT45  | 9 ago 2007  | Kitt Peak         | Spacewatch          | —         | MPC                           |
| 397479     | 2007 QC2   | 2007 08 18  | La Sagra          | Mallorca Obs.       | —         | MPC                           |
| 397480     | 2007 QK4   | 10 ago 2007 | Kitt Peak         | Spacewatch          | —         | MPC                           |
| 397481     | 2007 QA6   | 21 ago 2007 | Anderson Mesa     | LONEOS              | —         | MPC                           |
| 397482     | 2007 QD11  | 21 ago 2007 | Anderson Mesa     | LONEOS              | —         | MPC                           |
| 397483     | 2007 RB20  | 14 set 2007 | Catalina          | CSS                 | —         | MPC                           |
| 397484     | 2007 RY20  | 3 set 2007  | Catalina          | CSS                 | —         | MPC                           |
| 397485     | 2007 RT33  | 5 set 2007  | Mount Lemmon      | Mount Lemmon Survey | —         | MPC                           |
| 397486     | 2007 RD37  | 8 set 2007  | Anderson Mesa     | LONEOS              | —         | MPC                           |
| 397487     | 2007 RO49  | 9 set 2007  | Mount Lemmon      | Mount Lemmon Survey | —         | MPC                           |
| 397488     | 2007 RF85  | 10 set 2007 | Mount Lemmon      | Mount Lemmon Survey | —         | MPC                           |
| 397489     | 2007 RJ85  | 10 ago 2007 | Kitt Peak         | Spacewatch          | —         | MPC                           |
| 397490     | 2007 RH108 | 11 set 2007 | Kitt Peak         | Spacewatch          | —         | MPC                           |
| 397491     | 2007 RS131 | 12 set 2007 | Mount Lemmon      | Mount Lemmon Survey | —         | MPC                           |
| 397492     | 2007 RS138 | 2007 09 15  | Lulin Observatory | LUSS                | —         | MPC                           |
| 397493     | 2007 RE149 | 12 set 2007 | Catalina          | CSS                 | —         | MPC                           |
| 397494     | 2007 RJ169 | 10 set 2007 | Kitt Peak         | Spacewatch          | —         | MPC                           |
| 397495     | 2007 RA174 | 10 set 2007 | Kitt Peak         | Spacewatch          | —         | MPC                           |
| 397496     | 2007 RF270 | 15 set 2007 | Mount Lemmon      | Mount Lemmon Survey | —         | MPC                           |
| 397497     | 2007 RG282 | 12 set 2007 | Catalina          | CSS                 | —         | MPC                           |
| 397498     | 2007 RM285 | 13 set 2007 | Kitt Peak         | Spacewatch          | —         | MPC                           |
| 397499     | 2007 RR298 | 10 set 2007 | Mount Lemmon      | Mount Lemmon Survey | —         | MPC                           |
| 397500     | 2007 RB312 | 10 set 2007 | Catalina          | CSS                 | —         | MPC                           |

## 397501–397600
| Designação | Designação | Descoberta  | Descoberta       | Descobridor(es)     | Categoria | Mais informações / Referência |
| Permanente | Provisória | Data        | Local            | Descobridor(es)     | Categoria | Mais informações / Referência |
| ---------- | ---------- | ----------- | ---------------- | ------------------- | --------- | ----------------------------- |
| 397501     | 2007 RR314 | 3 set 2007  | Catalina         | CSS                 | —         | MPC                           |
| 397502     | 2007 RM315 | 11 set 2007 | Kitt Peak        | Spacewatch          | —         | MPC                           |
| 397503     | 2007 RR316 | 9 set 2007  | Mount Lemmon     | Mount Lemmon Survey | Mitidika  | MPC                           |
| 397504     | 2007 RE318 | 11 set 2007 | Catalina         | CSS                 | —         | MPC                           |
| 397505     | 2007 RL323 | 3 set 2007  | Catalina         | CSS                 | —         | MPC                           |
| 397506     | 2007 RP323 | 10 set 2007 | Mount Lemmon     | Mount Lemmon Survey | —         | MPC                           |
| 397507     | 2007 SH7   | 18 set 2007 | Kitt Peak        | Spacewatch          | Mitidika  | MPC                           |
| 397508     | 2007 SM7   | 18 set 2007 | Kitt Peak        | Spacewatch          | —         | MPC                           |
| 397509     | 2007 SX18  | 18 set 2007 | Mount Lemmon     | Mount Lemmon Survey | —         | MPC                           |
| 397510     | 2007 TB    | 1 out 2007  | Eskridge         | G. Hug              | —         | MPC                           |
| 397511     | 2007 TN21  | 9 out 2007  | Dauban           | Chante-Perdrix Obs. | —         | MPC                           |
| 397512     | 2007 TB24  | 8 mar 2005  | Mount Lemmon     | Mount Lemmon Survey | —         | MPC                           |
| 397513     | 2007 TV35  | 10 set 2007 | Mount Lemmon     | Mount Lemmon Survey | —         | MPC                           |
| 397514     | 2007 TG46  | 7 out 2007  | Catalina         | CSS                 | —         | MPC                           |
| 397515     | 2007 TV47  | 4 out 2007  | Kitt Peak        | Spacewatch          | —         | MPC                           |
| 397516     | 2007 TR52  | 4 out 2007  | Kitt Peak        | Spacewatch          | —         | MPC                           |
| 397517     | 2007 TK62  | 7 out 2007  | Mount Lemmon     | Mount Lemmon Survey | —         | MPC                           |
| 397518     | 2007 TS75  | 12 set 2007 | Mount Lemmon     | Mount Lemmon Survey | Mitidika  | MPC                           |
| 397519     | 2007 TN83  | 8 out 2007  | Mount Lemmon     | Mount Lemmon Survey | —         | MPC                           |
| 397520     | 2007 TT87  | 8 out 2007  | Mount Lemmon     | Mount Lemmon Survey | —         | MPC                           |
| 397521     | 2007 TQ104 | 8 out 2007  | Mount Lemmon     | Mount Lemmon Survey | —         | MPC                           |
| 397522     | 2007 TZ116 | 9 out 2007  | Anderson Mesa    | LONEOS              | —         | MPC                           |
| 397523     | 2007 TH124 | 6 out 2007  | Kitt Peak        | Spacewatch          | —         | MPC                           |
| 397524     | 2007 TN127 | 6 out 2007  | Kitt Peak        | Spacewatch          | —         | MPC                           |
| 397525     | 2007 TK174 | 4 out 2007  | Catalina         | CSS                 | —         | MPC                           |
| 397526     | 2007 TN174 | 4 out 2007  | Catalina         | CSS                 | —         | MPC                           |
| 397527     | 2007 TX174 | 4 out 2007  | Kitt Peak        | Spacewatch          | —         | MPC                           |
| 397528     | 2007 TF187 | 12 set 2007 | Mount Lemmon     | Mount Lemmon Survey | —         | MPC                           |
| 397529     | 2007 TX193 | 7 out 2007  | Catalina         | CSS                 | —         | MPC                           |
| 397530     | 2007 TA197 | 10 ago 2007 | Kitt Peak        | Spacewatch          | Mitidika  | MPC                           |
| 397531     | 2007 TB204 | 3 mai 2005  | Kitt Peak        | Spacewatch          | —         | MPC                           |
| 397532     | 2007 TL212 | 7 out 2007  | Kitt Peak        | Spacewatch          | —         | MPC                           |
| 397533     | 2007 TD217 | 7 out 2007  | Kitt Peak        | Spacewatch          | —         | MPC                           |
| 397534     | 2007 TC223 | 8 set 2007  | Mount Lemmon     | Mount Lemmon Survey | —         | MPC                           |
| 397535     | 2007 TF246 | 9 out 2007  | Kitt Peak        | Spacewatch          | —         | MPC                           |
| 397536     | 2007 TV255 | 10 out 2007 | Kitt Peak        | Spacewatch          | —         | MPC                           |
| 397537     | 2007 TD261 | 10 out 2007 | Kitt Peak        | Spacewatch          | —         | MPC                           |
| 397538     | 2007 TH266 | 12 out 2007 | Kitt Peak        | Spacewatch          | —         | MPC                           |
| 397539     | 2007 TN286 | 26 set 1995 | Kitt Peak        | Spacewatch          | —         | MPC                           |
| 397540     | 2007 TP288 | 11 out 2007 | Catalina         | CSS                 | —         | MPC                           |
| 397541     | 2007 TW288 | 12 set 2007 | Catalina         | CSS                 | —         | MPC                           |
| 397542     | 2007 TU300 | 12 out 2007 | Kitt Peak        | Spacewatch          | —         | MPC                           |
| 397543     | 2007 TV302 | 12 out 2007 | Kitt Peak        | Spacewatch          | —         | MPC                           |
| 397544     | 2007 TE312 | 11 out 2007 | Mount Lemmon     | Mount Lemmon Survey | —         | MPC                           |
| 397545     | 2007 TA318 | 12 out 2007 | Kitt Peak        | Spacewatch          | —         | MPC                           |
| 397546     | 2007 TL319 | 12 out 2007 | Kitt Peak        | Spacewatch          | —         | MPC                           |
| 397547     | 2007 TP327 | 11 out 2007 | Kitt Peak        | Spacewatch          | —         | MPC                           |
| 397548     | 2007 TS333 | 11 out 2007 | Kitt Peak        | Spacewatch          | —         | MPC                           |
| 397549     | 2007 TG334 | 11 out 2007 | Kitt Peak        | Spacewatch          | —         | MPC                           |
| 397550     | 2007 TH334 | 11 out 2007 | Kitt Peak        | Spacewatch          | —         | MPC                           |
| 397551     | 2007 TY360 | 14 out 2007 | Mount Lemmon     | Mount Lemmon Survey | —         | MPC                           |
| 397552     | 2007 TN367 | 10 out 2007 | Catalina         | CSS                 | Phocaea   | MPC                           |
| 397553     | 2007 TS373 | 14 out 2007 | Mount Lemmon     | Mount Lemmon Survey | —         | MPC                           |
| 397554     | 2007 TJ376 | 15 out 2007 | Mount Lemmon     | Mount Lemmon Survey | —         | MPC                           |
| 397555     | 2007 TH383 | 14 out 2007 | Kitt Peak        | Spacewatch          | —         | MPC                           |
| 397556     | 2007 TL385 | 15 out 2007 | Catalina         | CSS                 | —         | MPC                           |
| 397557     | 2007 TG388 | 12 set 2007 | Mount Lemmon     | Mount Lemmon Survey | —         | MPC                           |
| 397558     | 2007 TP389 | 18 set 2007 | Anderson Mesa    | LONEOS              | —         | MPC                           |
| 397559     | 2007 TT422 | 10 out 2007 | Mount Lemmon     | Mount Lemmon Survey | —         | MPC                           |
| 397560     | 2007 TU426 | 9 out 2007  | Kitt Peak        | Spacewatch          | —         | MPC                           |
| 397561     | 2007 TN431 | 14 out 2007 | Mount Lemmon     | Mount Lemmon Survey | —         | MPC                           |
| 397562     | 2007 TV438 | 10 out 2007 | Mount Lemmon     | Mount Lemmon Survey | —         | MPC                           |
| 397563     | 2007 TB445 | 12 out 2007 | Socorro          | LINEAR              | —         | MPC                           |
| 397564     | 2007 UJ9   | 17 out 2007 | Anderson Mesa    | LONEOS              | —         | MPC                           |
| 397565     | 2007 UM10  | 18 out 2007 | Catalina         | CSS                 | —         | MPC                           |
| 397566     | 2007 UP13  | 17 out 2007 | Catalina         | CSS                 | Phocaea   | MPC                           |
| 397567     | 2007 UA14  | 16 out 2007 | Mount Lemmon     | Mount Lemmon Survey | —         | MPC                           |
| 397568     | 2007 UT32  | 19 out 2007 | Catalina         | CSS                 | —         | MPC                           |
| 397569     | 2007 UZ32  | 24 ago 2007 | Kitt Peak        | Spacewatch          | Phocaea   | MPC                           |
| 397570     | 2007 UN51  | 13 set 2007 | Mount Lemmon     | Mount Lemmon Survey | —         | MPC                           |
| 397571     | 2007 UG53  | 30 out 2007 | Kitt Peak        | Spacewatch          | —         | MPC                           |
| 397572     | 2007 UJ65  | 9 set 2007  | Mount Lemmon     | Mount Lemmon Survey | Phocaea   | MPC                           |
| 397573     | 2007 UK86  | 12 out 2007 | Kitt Peak        | Spacewatch          | —         | MPC                           |
| 397574     | 2007 UM89  | 30 out 2007 | Mount Lemmon     | Mount Lemmon Survey | —         | MPC                           |
| 397575     | 2007 UX101 | 30 out 2007 | Kitt Peak        | Spacewatch          | —         | MPC                           |
| 397576     | 2007 UO112 | 30 out 2007 | Mount Lemmon     | Mount Lemmon Survey | —         | MPC                           |
| 397577     | 2007 UZ119 | 30 out 2007 | Mount Lemmon     | Mount Lemmon Survey | Phocaea   | MPC                           |
| 397578     | 2007 UB123 | 31 out 2007 | Mount Lemmon     | Mount Lemmon Survey | —         | MPC                           |
| 397579     | 2007 UU126 | 17 out 2007 | Mount Lemmon     | Mount Lemmon Survey | —         | MPC                           |
| 397580     | 2007 UK127 | 30 out 2007 | Kitt Peak        | Spacewatch          | —         | MPC                           |
| 397581     | 2007 US127 | 19 out 2007 | Kitt Peak        | Spacewatch          | —         | MPC                           |
| 397582     | 2007 US131 | 17 out 2007 | Mount Lemmon     | Mount Lemmon Survey | —         | MPC                           |
| 397583     | 2007 UR140 | 19 out 2007 | Catalina         | CSS                 | —         | MPC                           |
| 397584     | 2007 UU141 | 21 out 2007 | Mount Lemmon     | Mount Lemmon Survey | —         | MPC                           |
| 397585     | 2007 VX4   | 8 out 2007  | Mount Lemmon     | Mount Lemmon Survey | —         | MPC                           |
| 397586     | 2007 VF5   | 14 out 2007 | Catalina         | CSS                 | —         | MPC                           |
| 397587     | 2007 VB7   | 10 set 2007 | Catalina         | CSS                 | —         | MPC                           |
| 397588     | 2007 VS7   | 2 nov 2007  | 7300 Observatory | W. K. Y. Yeung      | —         | MPC                           |
| 397589     | 2007 VV8   | 19 out 2007 | Catalina         | CSS                 | —         | MPC                           |
| 397590     | 2007 VU29  | 1 nov 2007  | Kitt Peak        | Spacewatch          | —         | MPC                           |
| 397591     | 2007 VE45  | 9 out 2007  | Kitt Peak        | Spacewatch          | —         | MPC                           |
| 397592     | 2007 VF46  | 1 nov 2007  | Kitt Peak        | Spacewatch          | —         | MPC                           |
| 397593     | 2007 VG46  | 1 nov 2007  | Kitt Peak        | Spacewatch          | —         | MPC                           |
| 397594     | 2007 VP52  | 1 nov 2007  | Kitt Peak        | Spacewatch          | —         | MPC                           |
| 397595     | 2007 VS54  | 9 set 2007  | Mount Lemmon     | Mount Lemmon Survey | —         | MPC                           |
| 397596     | 2007 VC63  | 15 out 2007 | Mount Lemmon     | Mount Lemmon Survey | —         | MPC                           |
| 397597     | 2007 VJ71  | 2 nov 2007  | Socorro          | LINEAR              | —         | MPC                           |
| 397598     | 2007 VU71  | 5 nov 2007  | Socorro          | LINEAR              | —         | MPC                           |
| 397599     | 2007 VY83  | 5 nov 2007  | La Sagra         | Mallorca Obs.       | —         | MPC                           |
| 397600     | 2007 VQ86  | 2 nov 2007  | Socorro          | LINEAR              | —         | MPC                           |

## 397601–397700
| Designação | Designação | Descoberta  | Descoberta      | Descobridor(es)     | Categoria | Mais informações / Referência |
| Permanente | Provisória | Data        | Local           | Descobridor(es)     | Categoria | Mais informações / Referência |
| ---------- | ---------- | ----------- | --------------- | ------------------- | --------- | ----------------------------- |
| 397601     | 2007 VP95  | 8 nov 2007  | Socorro         | LINEAR              | —         | MPC                           |
| 397602     | 2007 VZ95  | 7 nov 2007  | Bisei SG Center | BATTeRS             | —         | MPC                           |
| 397603     | 2007 VN125 | 21 out 2007 | Catalina        | CSS                 | —         | MPC                           |
| 397604     | 2007 VC128 | 20 out 2007 | Kitt Peak       | Spacewatch          | —         | MPC                           |
| 397605     | 2007 VD155 | 5 nov 2007  | Kitt Peak       | Spacewatch          | —         | MPC                           |
| 397606     | 2007 VQ157 | 20 out 2007 | Mount Lemmon    | Mount Lemmon Survey | —         | MPC                           |
| 397607     | 2007 VZ159 | 5 nov 2007  | Kitt Peak       | Spacewatch          | —         | MPC                           |
| 397608     | 2007 VX165 | 5 nov 2007  | Kitt Peak       | Spacewatch          | —         | MPC                           |
| 397609     | 2007 VV169 | 5 nov 2007  | Kitt Peak       | Spacewatch          | —         | MPC                           |
| 397610     | 2007 VC173 | 2 nov 2007  | Mount Lemmon    | Mount Lemmon Survey | —         | MPC                           |
| 397611     | 2007 VV188 | 12 nov 2007 | Socorro         | LINEAR              | —         | MPC                           |
| 397612     | 2007 VM212 | 5 nov 2007  | Kitt Peak       | Spacewatch          | —         | MPC                           |
| 397613     | 2007 VB224 | 30 out 2007 | Kitt Peak       | Spacewatch          | —         | MPC                           |
| 397614     | 2007 VM241 | 12 nov 2007 | Catalina        | CSS                 | —         | MPC                           |
| 397615     | 2007 VX255 | 5 nov 2007  | Kitt Peak       | Spacewatch          | —         | MPC                           |
| 397616     | 2007 VY256 | 28 dez 2003 | Kitt Peak       | Spacewatch          | —         | MPC                           |
| 397617     | 2007 VW260 | 13 nov 2007 | Kitt Peak       | Spacewatch          | —         | MPC                           |
| 397618     | 2007 VH278 | 10 out 2007 | Mount Lemmon    | Mount Lemmon Survey | —         | MPC                           |
| 397619     | 2007 VH307 | 2 nov 2007  | Kitt Peak       | Spacewatch          | —         | MPC                           |
| 397620     | 2007 VE309 | 9 nov 2007  | Kitt Peak       | Spacewatch          | —         | MPC                           |
| 397621     | 2007 VR316 | 6 nov 2007  | Mount Lemmon    | Mount Lemmon Survey | —         | MPC                           |
| 397622     | 2007 VL321 | 12 nov 2007 | Catalina        | CSS                 | —         | MPC                           |
| 397623     | 2007 VQ323 | 4 nov 2007  | Socorro         | LINEAR              | —         | MPC                           |
| 397624     | 2007 VL324 | 7 nov 2007  | Socorro         | LINEAR              | —         | MPC                           |
| 397625     | 2007 VZ324 | 9 nov 2007  | Catalina        | CSS                 | —         | MPC                           |
| 397626     | 2007 VK325 | 2 nov 2007  | Kitt Peak       | Spacewatch          | —         | MPC                           |
| 397627     | 2007 VL328 | 8 nov 2007  | Kitt Peak       | Spacewatch          | —         | MPC                           |
| 397628     | 2007 VL329 | 15 nov 2007 | Socorro         | LINEAR              | Phocaea   | MPC                           |
| 397629     | 2007 VE332 | 7 nov 2007  | Mount Lemmon    | Mount Lemmon Survey | —         | MPC                           |
| 397630     | 2007 WR4   | 20 nov 2007 | Mount Lemmon    | Mount Lemmon Survey | —         | MPC                           |
| 397631     | 2007 WO22  | 18 out 2007 | Kitt Peak       | Spacewatch          | —         | MPC                           |
| 397632     | 2007 WR22  | 9 out 2007  | Kitt Peak       | Spacewatch          | —         | MPC                           |
| 397633     | 2007 WF42  | 3 nov 2007  | Kitt Peak       | Spacewatch          | —         | MPC                           |
| 397634     | 2007 WW60  | 16 nov 2007 | Mount Lemmon    | Mount Lemmon Survey | —         | MPC                           |
| 397635     | 2007 WE63  | 19 nov 2007 | Mount Lemmon    | Mount Lemmon Survey | —         | MPC                           |
| 397636     | 2007 XY    | 1 dez 2007  | Lulin           | LUSS                | —         | MPC                           |
| 397637     | 2007 XH5   | 3 nov 2007  | Catalina        | CSS                 | —         | MPC                           |
| 397638     | 2007 XH6   | 27 set 2007 | Mount Lemmon    | Mount Lemmon Survey | —         | MPC                           |
| 397639     | 2007 XY10  | 4 dez 2007  | Mount Lemmon    | Mount Lemmon Survey | —         | MPC                           |
| 397640     | 2007 XH17  | 2 nov 2007  | Mount Lemmon    | Mount Lemmon Survey | —         | MPC                           |
| 397641     | 2007 XK18  | 3 dez 2007  | Catalina        | CSS                 | —         | MPC                           |
| 397642     | 2007 XZ24  | 4 dez 2007  | Socorro         | LINEAR              | —         | MPC                           |
| 397643     | 2007 XG36  | 13 dez 2007 | Socorro         | LINEAR              | —         | MPC                           |
| 397644     | 2007 XW36  | 3 nov 2007  | Kitt Peak       | Spacewatch          | —         | MPC                           |
| 397645     | 2007 XH43  | 13 nov 2007 | Kitt Peak       | Spacewatch          | —         | MPC                           |
| 397646     | 2007 XD48  | 15 dez 2007 | Kitt Peak       | Spacewatch          | Eos       | MPC                           |
| 397647     | 2007 XZ49  | 3 dez 2007  | Kitt Peak       | Spacewatch          | —         | MPC                           |
| 397648     | 2007 XC55  | 5 dez 2007  | Kitt Peak       | Spacewatch          | —         | MPC                           |
| 397649     | 2007 XW56  | 4 dez 2007  | Kitt Peak       | Spacewatch          | Eos       | MPC                           |
| 397650     | 2007 YK5   | 1 nov 2007  | Kitt Peak       | Spacewatch          | —         | MPC                           |
| 397651     | 2007 YV8   | 16 dez 2007 | Mount Lemmon    | Mount Lemmon Survey | —         | MPC                           |
| 397652     | 2007 YV9   | 16 dez 2007 | Mount Lemmon    | Mount Lemmon Survey | —         | MPC                           |
| 397653     | 2007 YJ26  | 7 nov 2007  | Mount Lemmon    | Mount Lemmon Survey | —         | MPC                           |
| 397654     | 2007 YU39  | 30 dez 2007 | Mount Lemmon    | Mount Lemmon Survey | —         | MPC                           |
| 397655     | 2007 YN44  | 30 dez 2007 | Kitt Peak       | Spacewatch          | —         | MPC                           |
| 397656     | 2007 YV62  | 30 dez 2007 | Mount Lemmon    | Mount Lemmon Survey | —         | MPC                           |
| 397657     | 2007 YN63  | 31 dez 2007 | Kitt Peak       | Spacewatch          | —         | MPC                           |
| 397658     | 2007 YJ71  | 16 dez 2007 | Socorro         | LINEAR              | —         | MPC                           |
| 397659     | 2007 YS72  | 19 dez 2007 | Mount Lemmon    | Mount Lemmon Survey | —         | MPC                           |
| 397660     | 2008 AM    | 1 jan 2008  | Kitt Peak       | Spacewatch          | —         | MPC                           |
| 397661     | 2008 AB14  | 10 jan 2008 | Mount Lemmon    | Mount Lemmon Survey | —         | MPC                           |
| 397662     | 2008 AJ14  | 31 dez 2007 | Kitt Peak       | Spacewatch          | —         | MPC                           |
| 397663     | 2008 AZ17  | 10 jan 2008 | Kitt Peak       | Spacewatch          | —         | MPC                           |
| 397664     | 2008 AC32  | 11 jan 2008 | Kitt Peak       | Spacewatch          | —         | MPC                           |
| 397665     | 2008 AF33  | 12 jan 2008 | Catalina        | CSS                 | —         | MPC                           |
| 397666     | 2008 AS33  | 5 jan 2008  | XuYi            | PMO NEO             | —         | MPC                           |
| 397667     | 2008 AU35  | 10 jan 2008 | Kitt Peak       | Spacewatch          | —         | MPC                           |
| 397668     | 2008 AM37  | 31 dez 2007 | Kitt Peak       | Spacewatch          | Brangane  | MPC                           |
| 397669     | 2008 AB59  | 11 jan 2008 | Kitt Peak       | Spacewatch          | —         | MPC                           |
| 397670     | 2008 AC63  | 30 dez 2007 | Kitt Peak       | Spacewatch          | —         | MPC                           |
| 397671     | 2008 AM71  | 30 dez 2007 | Kitt Peak       | Spacewatch          | —         | MPC                           |
| 397672     | 2008 AN72  | 14 jan 2008 | Kitt Peak       | Spacewatch          | —         | MPC                           |
| 397673     | 2008 AX74  | 11 jan 2008 | Kitt Peak       | Spacewatch          | —         | MPC                           |
| 397674     | 2008 AO94  | 14 jan 2008 | Kitt Peak       | Spacewatch          | —         | MPC                           |
| 397675     | 2008 AK96  | 14 jan 2008 | Kitt Peak       | Spacewatch          | —         | MPC                           |
| 397676     | 2008 AM99  | 14 jan 2008 | Kitt Peak       | Spacewatch          | —         | MPC                           |
| 397677     | 2008 AP106 | 19 out 2007 | Mount Lemmon    | Mount Lemmon Survey | —         | MPC                           |
| 397678     | 2008 AY107 | 15 jan 2008 | Kitt Peak       | Spacewatch          | —         | MPC                           |
| 397679     | 2008 AH129 | 10 jan 2008 | Kitt Peak       | Spacewatch          | —         | MPC                           |
| 397680     | 2008 BE1   | 7 nov 2007  | Mount Lemmon    | Mount Lemmon Survey | —         | MPC                           |
| 397681     | 2008 BT13  | 19 jan 2008 | Kitt Peak       | Spacewatch          | —         | MPC                           |
| 397682     | 2008 BB28  | 30 dez 2007 | Mount Lemmon    | Mount Lemmon Survey | —         | MPC                           |
| 397683     | 2008 BC45  | 31 jan 2008 | Catalina        | CSS                 | —         | MPC                           |
| 397684     | 2008 BG46  | 30 jan 2008 | Mount Lemmon    | Mount Lemmon Survey | —         | MPC                           |
| 397685     | 2008 BQ50  | 31 jan 2008 | Mount Lemmon    | Mount Lemmon Survey | —         | MPC                           |
| 397686     | 2008 CT    | 2 fev 2008  | Winterthur      | M. Griesser         | —         | MPC                           |
| 397687     | 2008 CZ16  | 3 fev 2008  | Kitt Peak       | Spacewatch          | —         | MPC                           |
| 397688     | 2008 CS33  | 2 fev 2008  | Kitt Peak       | Spacewatch          | —         | MPC                           |
| 397689     | 2008 CN43  | 14 nov 2007 | Mount Lemmon    | Mount Lemmon Survey | —         | MPC                           |
| 397690     | 2008 CE76  | 3 fev 2008  | Kitt Peak       | Spacewatch          | —         | MPC                           |
| 397691     | 2008 CX115 | 10 fev 2008 | Mount Lemmon    | Mount Lemmon Survey | —         | MPC                           |
| 397692     | 2008 CH117 | 10 fev 2008 | Mount Lemmon    | Mount Lemmon Survey | —         | MPC                           |
| 397693     | 2008 CR120 | 6 fev 2008  | Catalina        | CSS                 | —         | MPC                           |
| 397694     | 2008 CC130 | 8 fev 2008  | Kitt Peak       | Spacewatch          | —         | MPC                           |
| 397695     | 2008 CM132 | 8 fev 2008  | Kitt Peak       | Spacewatch          | —         | MPC                           |
| 397696     | 2008 CK139 | 10 jan 2008 | Kitt Peak       | Spacewatch          | —         | MPC                           |
| 397697     | 2008 CD150 | 9 fev 2008  | Kitt Peak       | Spacewatch          | —         | MPC                           |
| 397698     | 2008 CB152 | 9 fev 2008  | Kitt Peak       | Spacewatch          | —         | MPC                           |
| 397699     | 2008 CH154 | 9 fev 2008  | Kitt Peak       | Spacewatch          | —         | MPC                           |
| 397700     | 2008 CL187 | 3 fev 2008  | Catalina        | CSS                 | —         | MPC                           |

## 397701–397800
| Designação | Designação | Descoberta  | Descoberta      | Descobridor(es)       | Categoria | Mais informações / Referência |
| Permanente | Provisória | Data        | Local           | Descobridor(es)       | Categoria | Mais informações / Referência |
| ---------- | ---------- | ----------- | --------------- | --------------------- | --------- | ----------------------------- |
| 397701     | 2008 CS187 | 12 jan 2008 | Catalina        | CSS                   | Juno      | MPC                           |
| 397702     | 2008 CF189 | 13 fev 2008 | Catalina        | CSS                   | —         | MPC                           |
| 397703     | 2008 CG191 | 2 fev 2008  | Kitt Peak       | Spacewatch            | —         | MPC                           |
| 397704     | 2008 CF194 | 10 fev 2008 | Mount Lemmon    | Mount Lemmon Survey   | —         | MPC                           |
| 397705     | 2008 CC197 | 8 fev 2008  | Kitt Peak       | Spacewatch            | —         | MPC                           |
| 397706     | 2008 CK197 | 8 fev 2008  | Kitt Peak       | Spacewatch            | —         | MPC                           |
| 397707     | 2008 CX200 | 10 fev 2008 | Mount Lemmon    | Mount Lemmon Survey   | —         | MPC                           |
| 397708     | 2008 CG203 | 10 fev 2008 | Mount Lemmon    | Mount Lemmon Survey   | —         | MPC                           |
| 397709     | 2008 CW206 | 11 fev 2008 | Mount Lemmon    | Mount Lemmon Survey   | —         | MPC                           |
| 397710     | 2008 CT207 | 8 fev 2008  | Kitt Peak       | Spacewatch            | —         | MPC                           |
| 397711     | 2008 CN213 | 9 fev 2008  | Kitt Peak       | Spacewatch            | —         | MPC                           |
| 397712     | 2008 CA214 | 10 fev 2008 | Kitt Peak       | Spacewatch            | —         | MPC                           |
| 397713     | 2008 DF8   | 11 fev 2008 | Kitt Peak       | Spacewatch            | —         | MPC                           |
| 397714     | 2008 DJ20  | 30 jan 2008 | Mount Lemmon    | Mount Lemmon Survey   | —         | MPC                           |
| 397715     | 2008 DW25  | 29 fev 2008 | Purple Mountain | PMO NEO               | —         | MPC                           |
| 397716     | 2008 DA27  | 29 fev 2008 | Catalina        | CSS                   | —         | MPC                           |
| 397717     | 2008 DA42  | 12 jan 2008 | Kitt Peak       | Spacewatch            | —         | MPC                           |
| 397718     | 2008 DZ45  | 28 fev 2008 | Catalina        | CSS                   | —         | MPC                           |
| 397719     | 2008 DY52  | 29 fev 2008 | Mount Lemmon    | Mount Lemmon Survey   | —         | MPC                           |
| 397720     | 2008 DG54  | 20 dez 2007 | Mount Lemmon    | Mount Lemmon Survey   | —         | MPC                           |
| 397721     | 2008 DC69  | 29 fev 2008 | Kitt Peak       | Spacewatch            | —         | MPC                           |
| 397722     | 2008 DH87  | 28 fev 2008 | Kitt Peak       | Spacewatch            | —         | MPC                           |
| 397723     | 2008 EJ13  | 22 out 2005 | Kitt Peak       | Spacewatch            | —         | MPC                           |
| 397724     | 2008 EL13  | 10 fev 2008 | Kitt Peak       | Spacewatch            | —         | MPC                           |
| 397725     | 2008 ES24  | 3 mar 2008  | Mount Lemmon    | Mount Lemmon Survey   | —         | MPC                           |
| 397726     | 2008 EN26  | 4 mar 2008  | Kitt Peak       | Spacewatch            | —         | MPC                           |
| 397727     | 2008 EG33  | 1 mar 2008  | Kitt Peak       | Spacewatch            | —         | MPC                           |
| 397728     | 2008 ED54  | 30 nov 2005 | Mount Lemmon    | Mount Lemmon Survey   | —         | MPC                           |
| 397729     | 2008 EL69  | 20 jan 2008 | Mount Lemmon    | Mount Lemmon Survey   | —         | MPC                           |
| 397730     | 2008 ES76  | 7 mar 2008  | Kitt Peak       | Spacewatch            | —         | MPC                           |
| 397731     | 2008 EC86  | 7 fev 2008  | Mount Lemmon    | Mount Lemmon Survey   | —         | MPC                           |
| 397732     | 2008 EA100 | 6 mar 2008  | Catalina        | CSS                   | —         | MPC                           |
| 397733     | 2008 EU110 | 8 mar 2008  | Kitt Peak       | Spacewatch            | —         | MPC                           |
| 397734     | 2008 EM117 | 8 mar 2008  | Kitt Peak       | Spacewatch            | —         | MPC                           |
| 397735     | 2008 EW120 | 9 mar 2008  | Kitt Peak       | Spacewatch            | —         | MPC                           |
| 397736     | 2008 ER134 | 11 mar 2008 | Kitt Peak       | Spacewatch            | —         | MPC                           |
| 397737     | 2008 EV134 | 11 mar 2008 | Kitt Peak       | Spacewatch            | —         | MPC                           |
| 397738     | 2008 ET156 | 10 mar 2008 | Mount Lemmon    | Mount Lemmon Survey   | —         | MPC                           |
| 397739     | 2008 EK161 | 8 mar 2008  | Mount Lemmon    | Mount Lemmon Survey   | —         | MPC                           |
| 397740     | 2008 EF166 | 5 mar 2008  | Mount Lemmon    | Mount Lemmon Survey   | —         | MPC                           |
| 397741     | 2008 FT5   | 28 mar 2008 | Altschwendt     | W. Ries               | —         | MPC                           |
| 397742     | 2008 FP14  | 26 mar 2008 | Mount Lemmon    | Mount Lemmon Survey   | —         | MPC                           |
| 397743     | 2008 FN18  | 1 fev 2008  | Kitt Peak       | Spacewatch            | —         | MPC                           |
| 397744     | 2008 FQ22  | 27 mar 2008 | Kitt Peak       | Spacewatch            | —         | MPC                           |
| 397745     | 2008 FX23  | 27 mar 2008 | Kitt Peak       | Spacewatch            | —         | MPC                           |
| 397746     | 2008 FP53  | 28 mar 2008 | Mount Lemmon    | Mount Lemmon Survey   | —         | MPC                           |
| 397747     | 2008 FL54  | 12 fev 2008 | Mount Lemmon    | Mount Lemmon Survey   | —         | MPC                           |
| 397748     | 2008 FQ55  | 28 mar 2008 | Mount Lemmon    | Mount Lemmon Survey   | Brangane  | MPC                           |
| 397749     | 2008 FU59  | 29 mar 2008 | Kitt Peak       | Spacewatch            | —         | MPC                           |
| 397750     | 2008 FW88  | 28 mar 2008 | Kitt Peak       | Spacewatch            | —         | MPC                           |
| 397751     | 2008 FB90  | 30 jan 2008 | Mount Lemmon    | Mount Lemmon Survey   | —         | MPC                           |
| 397752     | 2008 FG101 | 30 mar 2008 | Kitt Peak       | Spacewatch            | —         | MPC                           |
| 397753     | 2008 FV108 | 31 mar 2008 | Mount Lemmon    | Mount Lemmon Survey   | —         | MPC                           |
| 397754     | 2008 FF113 | 1 mar 2008  | Kitt Peak       | Spacewatch            | —         | MPC                           |
| 397755     | 2008 FZ113 | 31 mar 2008 | Kitt Peak       | Spacewatch            | —         | MPC                           |
| 397756     | 2008 FK117 | 31 mar 2008 | Kitt Peak       | Spacewatch            | —         | MPC                           |
| 397757     | 2008 FS117 | 31 mar 2008 | Kitt Peak       | Spacewatch            | —         | MPC                           |
| 397758     | 2008 FE134 | 29 mar 2008 | Kitt Peak       | Spacewatch            | —         | MPC                           |
| 397759     | 2008 FD135 | 31 mar 2008 | Kitt Peak       | Spacewatch            | —         | MPC                           |
| 397760     | 2008 GS9   | 1 abr 2008  | Kitt Peak       | Spacewatch            | Brangane  | MPC                           |
| 397761     | 2008 GD13  | 3 abr 2008  | Mount Lemmon    | Mount Lemmon Survey   | —         | MPC                           |
| 397762     | 2008 GJ13  | 3 abr 2008  | Mount Lemmon    | Mount Lemmon Survey   | —         | MPC                           |
| 397763     | 2008 GA18  | 5 mar 2008  | Mount Lemmon    | Mount Lemmon Survey   | —         | MPC                           |
| 397764     | 2008 GE40  | 11 fev 2008 | Mount Lemmon    | Mount Lemmon Survey   | —         | MPC                           |
| 397765     | 2008 GY49  | 5 abr 2008  | Kitt Peak       | Spacewatch            | Flora     | MPC                           |
| 397766     | 2008 GX73  | 7 abr 2008  | Kitt Peak       | Spacewatch            | —         | MPC                           |
| 397767     | 2008 GF77  | 25 ago 1998 | Caussols        | ODAS                  | —         | MPC                           |
| 397768     | 2008 GZ85  | 27 fev 2008 | Kitt Peak       | Spacewatch            | Brangane  | MPC                           |
| 397769     | 2008 GW91  | 6 abr 2008  | Mount Lemmon    | Mount Lemmon Survey   | —         | MPC                           |
| 397770     | 2008 GU100 | 9 abr 2008  | Kitt Peak       | Spacewatch            | —         | MPC                           |
| 397771     | 2008 GQ117 | 11 abr 2008 | Kitt Peak       | Spacewatch            | —         | MPC                           |
| 397772     | 2008 GC130 | 4 abr 2008  | Kitt Peak       | Spacewatch            | —         | MPC                           |
| 397773     | 2008 GF132 | 8 abr 2008  | Kitt Peak       | Spacewatch            | —         | MPC                           |
| 397774     | 2008 HP5   | 24 abr 2008 | Kitt Peak       | Spacewatch            | —         | MPC                           |
| 397775     | 2008 HO13  | 25 abr 2008 | Kitt Peak       | Spacewatch            | —         | MPC                           |
| 397776     | 2008 HY18  | 26 abr 2008 | Mount Lemmon    | Mount Lemmon Survey   | —         | MPC                           |
| 397777     | 2008 HO21  | 5 abr 2008  | Kitt Peak       | Spacewatch            | —         | MPC                           |
| 397778     | 2008 HM22  | 26 abr 2008 | Kitt Peak       | Spacewatch            | —         | MPC                           |
| 397779     | 2008 HV23  | 27 abr 2008 | Kitt Peak       | Spacewatch            | —         | MPC                           |
| 397780     | 2008 HK26  | 29 mar 2008 | Kitt Peak       | Spacewatch            | —         | MPC                           |
| 397781     | 2008 HX26  | 27 abr 2008 | Mount Lemmon    | Mount Lemmon Survey   | —         | MPC                           |
| 397782     | 2008 HN37  | 15 abr 2008 | Mount Lemmon    | Mount Lemmon Survey   | Brangane  | MPC                           |
| 397783     | 2008 HJ38  | 28 out 2005 | Kitt Peak       | Spacewatch            | —         | MPC                           |
| 397784     | 2008 HT40  | 26 abr 2008 | Mount Lemmon    | Mount Lemmon Survey   | —         | MPC                           |
| 397785     | 2008 HJ41  | 28 mar 2008 | Mount Lemmon    | Mount Lemmon Survey   | —         | MPC                           |
| 397786     | 2008 HE60  | 14 abr 2002 | Socorro         | LINEAR                | —         | MPC                           |
| 397787     | 2008 JV20  | 8 mai 2008  | Mount Lemmon    | Mount Lemmon Survey   | —         | MPC                           |
| 397788     | 2008 JP21  | 3 abr 2008  | Mount Lemmon    | Mount Lemmon Survey   | —         | MPC                           |
| 397789     | 2008 JP22  | 6 mai 2008  | Siding Spring   | SSS                   | —         | MPC                           |
| 397790     | 2008 JR29  | 15 abr 2008 | Kitt Peak       | Spacewatch            | —         | MPC                           |
| 397791     | 2008 JD37  | 13 mai 2008 | Mount Lemmon    | Mount Lemmon Survey   | —         | MPC                           |
| 397792     | 2008 JY40  | 27 nov 2006 | Mount Lemmon    | Mount Lemmon Survey   | —         | MPC                           |
| 397793     | 2008 KN15  | 27 mai 2008 | Kitt Peak       | Spacewatch            | —         | MPC                           |
| 397794     | 2008 KH39  | 30 mai 2008 | Kitt Peak       | Spacewatch            | —         | MPC                           |
| 397795     | 2008 LZ7   | 6 abr 2008  | Mount Lemmon    | Mount Lemmon Survey   | —         | MPC                           |
| 397796     | 2008 LS14  | 15 mai 2008 | Mount Lemmon    | Mount Lemmon Survey   | —         | MPC                           |
| 397797     | 2008 MZ2   | 30 jun 2008 | Kitt Peak       | Spacewatch            | —         | MPC                           |
| 397798     | 2008 PD    | 1 ago 2008  | Hibiscus        | S. F. Hönig, N. Teamo | —         | MPC                           |
| 397799     | 2008 PE5   | 4 ago 2008  | La Sagra        | Mallorca Obs.         | —         | MPC                           |
| 397800     | 2008 PX9   | 4 ago 2008  | La Sagra        | Mallorca Obs.         | —         | MPC                           |

## 397801–397900
| Designação | Designação | Descoberta  | Descoberta       | Descobridor(es)       | Categoria | Mais informações / Referência |
| Permanente | Provisória | Data        | Local            | Descobridor(es)       | Categoria | Mais informações / Referência |
| ---------- | ---------- | ----------- | ---------------- | --------------------- | --------- | ----------------------------- |
| 397801     | 2008 QA19  | 29 ago 2008 | Dauban           | F. Kugel              | —         | MPC                           |
| 397802     | 2008 QU21  | 26 ago 2008 | Socorro          | LINEAR                | —         | MPC                           |
| 397803     | 2008 QQ38  | 24 ago 2008 | Kitt Peak        | Spacewatch            | —         | MPC                           |
| 397804     | 2008 QV46  | 30 ago 2008 | Socorro          | LINEAR                | —         | MPC                           |
| 397805     | 2008 RJ25  | 4 set 2008  | Goodricke-Pigott | R. A. Tucker          | —         | MPC                           |
| 397806     | 2008 RQ35  | 2 set 2008  | Kitt Peak        | Spacewatch            | —         | MPC                           |
| 397807     | 2008 RH45  | 23 ago 2008 | Kitt Peak        | Spacewatch            | —         | MPC                           |
| 397808     | 2008 RM45  | 2 set 2008  | Kitt Peak        | Spacewatch            | —         | MPC                           |
| 397809     | 2008 RS62  | 4 set 2008  | Kitt Peak        | Spacewatch            | —         | MPC                           |
| 397810     | 2008 RQ81  | 4 set 2008  | Kitt Peak        | Spacewatch            | —         | MPC                           |
| 397811     | 2008 RG86  | 5 set 2008  | Kitt Peak        | Spacewatch            | —         | MPC                           |
| 397812     | 2008 RO86  | 5 set 2008  | Kitt Peak        | Spacewatch            | —         | MPC                           |
| 397813     | 2008 RJ95  | 7 set 2008  | Catalina         | CSS                   | —         | MPC                           |
| 397814     | 2008 RF96  | 30 jul 2008 | Kitt Peak        | Spacewatch            | —         | MPC                           |
| 397815     | 2008 RA107 | 7 set 2008  | Mount Lemmon     | Mount Lemmon Survey   | —         | MPC                           |
| 397816     | 2008 RF131 | 9 set 2008  | Mount Lemmon     | Mount Lemmon Survey   | —         | MPC                           |
| 397817     | 2008 RW134 | 6 set 2008  | Catalina         | CSS                   | —         | MPC                           |
| 397818     | 2008 SN2   | 22 set 2008 | Junk Bond        | D. Healy              | —         | MPC                           |
| 397819     | 2008 SP9   | 22 set 2008 | Socorro          | LINEAR                | —         | MPC                           |
| 397820     | 2008 SX53  | 20 set 2008 | Mount Lemmon     | Mount Lemmon Survey   | —         | MPC                           |
| 397821     | 2008 SP72  | 22 set 2008 | Kitt Peak        | Spacewatch            | —         | MPC                           |
| 397822     | 2008 SB96  | 21 set 2008 | Kitt Peak        | Spacewatch            | —         | MPC                           |
| 397823     | 2008 SD119 | 22 set 2008 | Mount Lemmon     | Mount Lemmon Survey   | —         | MPC                           |
| 397824     | 2008 SO122 | 22 set 2008 | Mount Lemmon     | Mount Lemmon Survey   | —         | MPC                           |
| 397825     | 2008 SF130 | 22 set 2008 | Kitt Peak        | Spacewatch            | —         | MPC                           |
| 397826     | 2008 SC133 | 22 set 2008 | Kitt Peak        | Spacewatch            | —         | MPC                           |
| 397827     | 2008 SP148 | 29 set 2008 | Mount Lemmon     | Mount Lemmon Survey   | —         | MPC                           |
| 397828     | 2008 SB150 | 6 set 2008  | Mount Lemmon     | Mount Lemmon Survey   | —         | MPC                           |
| 397829     | 2008 SV152 | 22 set 2008 | Socorro          | LINEAR                | —         | MPC                           |
| 397830     | 2008 SE157 | 24 set 2008 | Socorro          | LINEAR                | —         | MPC                           |
| 397831     | 2008 SH160 | 20 set 2008 | Kitt Peak        | Spacewatch            | —         | MPC                           |
| 397832     | 2008 SQ170 | 21 set 2008 | Mount Lemmon     | Mount Lemmon Survey   | —         | MPC                           |
| 397833     | 2008 SC176 | 23 set 2008 | Kitt Peak        | Spacewatch            | —         | MPC                           |
| 397834     | 2008 SL182 | 24 set 2008 | Kitt Peak        | Spacewatch            | —         | MPC                           |
| 397835     | 2008 ST182 | 24 set 2008 | Mount Lemmon     | Mount Lemmon Survey   | —         | MPC                           |
| 397836     | 2008 SE189 | 25 set 2008 | Mount Lemmon     | Mount Lemmon Survey   | —         | MPC                           |
| 397837     | 2008 SL238 | 21 set 2008 | Kitt Peak        | Spacewatch            | —         | MPC                           |
| 397838     | 2008 SY241 | 29 set 2008 | Catalina         | CSS                   | —         | MPC                           |
| 397839     | 2008 SF248 | 20 set 2008 | Kitt Peak        | Spacewatch            | —         | MPC                           |
| 397840     | 2008 SP258 | 22 set 2008 | Mount Lemmon     | Mount Lemmon Survey   | —         | MPC                           |
| 397841     | 2008 SY271 | 28 set 2008 | Mount Lemmon     | Mount Lemmon Survey   | —         | MPC                           |
| 397842     | 2008 SQ281 | 23 set 2008 | Mount Lemmon     | Mount Lemmon Survey   | —         | MPC                           |
| 397843     | 2008 SM282 | 22 set 2008 | Catalina         | CSS                   | —         | MPC                           |
| 397844     | 2008 SL302 | 23 set 2008 | Kitt Peak        | Spacewatch            | —         | MPC                           |
| 397845     | 2008 SY309 | 29 set 2008 | Mount Lemmon     | Mount Lemmon Survey   | —         | MPC                           |
| 397846     | 2008 TS    | 1 out 2008  | Hibiscus         | S. F. Hönig, N. Teamo | —         | MPC                           |
| 397847     | 2008 TA1   | 2 out 2008  | Kitt Peak        | Spacewatch            | —         | MPC                           |
| 397848     | 2008 TV21  | 21 set 2008 | Mount Lemmon     | Mount Lemmon Survey   | —         | MPC                           |
| 397849     | 2008 TD40  | 1 out 2008  | Mount Lemmon     | Mount Lemmon Survey   | —         | MPC                           |
| 397850     | 2008 TR44  | 1 out 2008  | Mount Lemmon     | Mount Lemmon Survey   | —         | MPC                           |
| 397851     | 2008 TB47  | 1 out 2008  | Kitt Peak        | Spacewatch            | —         | MPC                           |
| 397852     | 2008 TZ49  | 24 set 2008 | Kitt Peak        | Spacewatch            | —         | MPC                           |
| 397853     | 2008 TG50  | 7 set 2008  | Mount Lemmon     | Mount Lemmon Survey   | —         | MPC                           |
| 397854     | 2008 TD69  | 2 out 2008  | Kitt Peak        | Spacewatch            | —         | MPC                           |
| 397855     | 2008 TF90  | 3 out 2008  | Mount Lemmon     | Mount Lemmon Survey   | —         | MPC                           |
| 397856     | 2008 TZ109 | 6 out 2008  | Mount Lemmon     | Mount Lemmon Survey   | —         | MPC                           |
| 397857     | 2008 TF114 | 6 out 2008  | Kitt Peak        | Spacewatch            | —         | MPC                           |
| 397858     | 2008 TD115 | 6 out 2008  | Catalina         | CSS                   | —         | MPC                           |
| 397859     | 2008 TE134 | 23 set 2008 | Kitt Peak        | Spacewatch            | —         | MPC                           |
| 397860     | 2008 TO135 | 7 set 2008  | Catalina         | CSS                   | —         | MPC                           |
| 397861     | 2008 TL148 | 16 out 2001 | Kitt Peak        | Spacewatch            | —         | MPC                           |
| 397862     | 2008 TT167 | 10 out 2008 | Kitt Peak        | Spacewatch            | —         | MPC                           |
| 397863     | 2008 TQ169 | 7 out 2008  | Kitt Peak        | Spacewatch            | Mitidika  | MPC                           |
| 397864     | 2008 TB175 | 23 set 2008 | Kitt Peak        | Spacewatch            | —         | MPC                           |
| 397865     | 2008 UD3   | 24 set 2008 | Mount Lemmon     | Mount Lemmon Survey   | —         | MPC                           |
| 397866     | 2008 UQ29  | 20 out 2008 | Kitt Peak        | Spacewatch            | —         | MPC                           |
| 397867     | 2008 UP34  | 20 out 2008 | Kitt Peak        | Spacewatch            | —         | MPC                           |
| 397868     | 2008 UR40  | 20 out 2008 | Kitt Peak        | Spacewatch            | —         | MPC                           |
| 397869     | 2008 UB41  | 20 out 2008 | Kitt Peak        | Spacewatch            | Mitidika  | MPC                           |
| 397870     | 2008 UH41  | 20 out 2008 | Kitt Peak        | Spacewatch            | —         | MPC                           |
| 397871     | 2008 UX51  | 3 out 2008  | Mount Lemmon     | Mount Lemmon Survey   | —         | MPC                           |
| 397872     | 2008 UK52  | 20 out 2008 | Kitt Peak        | Spacewatch            | —         | MPC                           |
| 397873     | 2008 UQ59  | 8 out 2008  | Mount Lemmon     | Mount Lemmon Survey   | —         | MPC                           |
| 397874     | 2008 UH65  | 21 out 2008 | Kitt Peak        | Spacewatch            | —         | MPC                           |
| 397875     | 2008 UR77  | 21 out 2008 | Kitt Peak        | Spacewatch            | —         | MPC                           |
| 397876     | 2008 UZ88  | 25 abr 2007 | Kitt Peak        | Spacewatch            | —         | MPC                           |
| 397877     | 2008 UV89  | 23 set 2008 | Kitt Peak        | Spacewatch            | —         | MPC                           |
| 397878     | 2008 US92  | 24 out 2008 | Socorro          | LINEAR                | —         | MPC                           |
| 397879     | 2008 UC100 | 27 out 2008 | Bisei SG Center  | BATTeRS               | —         | MPC                           |
| 397880     | 2008 UM112 | 22 out 2008 | Kitt Peak        | Spacewatch            | —         | MPC                           |
| 397881     | 2008 UR119 | 22 out 2008 | Kitt Peak        | Spacewatch            | —         | MPC                           |
| 397882     | 2008 UM123 | 22 out 2008 | Kitt Peak        | Spacewatch            | —         | MPC                           |
| 397883     | 2008 UA136 | 23 out 2008 | Kitt Peak        | Spacewatch            | —         | MPC                           |
| 397884     | 2008 UT145 | 23 out 2008 | Kitt Peak        | Spacewatch            | —         | MPC                           |
| 397885     | 2008 UL146 | 23 out 2008 | Kitt Peak        | Spacewatch            | —         | MPC                           |
| 397886     | 2008 UY168 | 24 out 2008 | Kitt Peak        | Spacewatch            | —         | MPC                           |
| 397887     | 2008 UZ173 | 24 out 2008 | Catalina         | CSS                   | —         | MPC                           |
| 397888     | 2008 UC175 | 24 out 2008 | Kitt Peak        | Spacewatch            | Mitidika  | MPC                           |
| 397889     | 2008 UW187 | 24 out 2008 | Kitt Peak        | Spacewatch            | —         | MPC                           |
| 397890     | 2008 UX202 | 27 out 2008 | Great Shefford   | P. Birtwhistle        | —         | MPC                           |
| 397891     | 2008 UM203 | 28 out 2008 | Socorro          | LINEAR                | Flora     | MPC                           |
| 397892     | 2008 UN226 | 25 out 2008 | Mount Lemmon     | Mount Lemmon Survey   | —         | MPC                           |
| 397893     | 2008 UJ228 | 25 out 2008 | Kitt Peak        | Spacewatch            | —         | MPC                           |
| 397894     | 2008 US230 | 26 out 2008 | Kitt Peak        | Spacewatch            | —         | MPC                           |
| 397895     | 2008 UP257 | 27 out 2008 | Kitt Peak        | Spacewatch            | —         | MPC                           |
| 397896     | 2008 UE261 | 28 dez 2005 | Mount Lemmon     | Mount Lemmon Survey   | —         | MPC                           |
| 397897     | 2008 UX262 | 27 out 2008 | Kitt Peak        | Spacewatch            | —         | MPC                           |
| 397898     | 2008 US263 | 27 out 2008 | Kitt Peak        | Spacewatch            | —         | MPC                           |
| 397899     | 2008 UB267 | 28 set 2008 | Mount Lemmon     | Mount Lemmon Survey   | —         | MPC                           |
| 397900     | 2008 UD270 | 28 out 2008 | Kitt Peak        | Spacewatch            | —         | MPC                           |

## 397901–398000
| Designação | Designação | Descoberta  | Descoberta       | Descobridor(es)     | Categoria | Mais informações / Referência |
| Permanente | Provisória | Data        | Local            | Descobridor(es)     | Categoria | Mais informações / Referência |
| ---------- | ---------- | ----------- | ---------------- | ------------------- | --------- | ----------------------------- |
| 397901     | 2008 UE277 | 28 out 2008 | Mount Lemmon     | Mount Lemmon Survey | —         | MPC                           |
| 397902     | 2008 UL289 | 28 out 2008 | Kitt Peak        | Spacewatch          | —         | MPC                           |
| 397903     | 2008 UF321 | 23 set 2008 | Kitt Peak        | Spacewatch          | —         | MPC                           |
| 397904     | 2008 UE322 | 31 out 2008 | Mount Lemmon     | Mount Lemmon Survey | —         | MPC                           |
| 397905     | 2008 UN329 | 31 out 2008 | Kitt Peak        | Spacewatch          | —         | MPC                           |
| 397906     | 2008 UF338 | 21 out 2008 | Kitt Peak        | Spacewatch          | —         | MPC                           |
| 397907     | 2008 UO338 | 21 out 2008 | Mount Lemmon     | Mount Lemmon Survey | —         | MPC                           |
| 397908     | 2008 UC339 | 22 out 2008 | Kitt Peak        | Spacewatch          | —         | MPC                           |
| 397909     | 2008 UR348 | 25 out 2008 | Kitt Peak        | Spacewatch          | —         | MPC                           |
| 397910     | 2008 UR366 | 22 out 2008 | Kitt Peak        | Spacewatch          | —         | MPC                           |
| 397911     | 2008 VW22  | 1 nov 2008  | Mount Lemmon     | Mount Lemmon Survey | —         | MPC                           |
| 397912     | 2008 VS23  | 25 out 2008 | Mount Lemmon     | Mount Lemmon Survey | —         | MPC                           |
| 397913     | 2008 VD26  | 8 out 2008  | Mount Lemmon     | Mount Lemmon Survey | —         | MPC                           |
| 397914     | 2008 VP32  | 2 nov 2008  | Mount Lemmon     | Mount Lemmon Survey | —         | MPC                           |
| 397915     | 2008 VJ47  | 3 nov 2008  | Kitt Peak        | Spacewatch          | Mitidika  | MPC                           |
| 397916     | 2008 VH53  | 6 nov 2008  | Kitt Peak        | Spacewatch          | —         | MPC                           |
| 397917     | 2008 VC71  | 9 nov 2008  | Kitt Peak        | Spacewatch          | —         | MPC                           |
| 397918     | 2008 VE72  | 8 nov 2008  | Mount Lemmon     | Mount Lemmon Survey | Mitidika  | MPC                           |
| 397919     | 2008 VQ73  | 6 nov 2008  | Mount Lemmon     | Mount Lemmon Survey | —         | MPC                           |
| 397920     | 2008 VN77  | 3 nov 2008  | Mount Lemmon     | Mount Lemmon Survey | —         | MPC                           |
| 397921     | 2008 VU79  | 2 nov 2008  | Socorro          | LINEAR              | —         | MPC                           |
| 397922     | 2008 WL10  | 18 nov 2008 | La Sagra         | Mallorca Obs.       | —         | MPC                           |
| 397923     | 2008 WM14  | 22 set 2008 | Kitt Peak        | Spacewatch          | —         | MPC                           |
| 397924     | 2008 WL15  | 7 set 2008  | Mount Lemmon     | Mount Lemmon Survey | —         | MPC                           |
| 397925     | 2008 WA20  | 19 out 2001 | Kitt Peak        | Spacewatch          | —         | MPC                           |
| 397926     | 2008 WP30  | 19 nov 2008 | Mount Lemmon     | Mount Lemmon Survey | —         | MPC                           |
| 397927     | 2008 WQ34  | 26 abr 2003 | Kitt Peak        | Spacewatch          | —         | MPC                           |
| 397928     | 2008 WP37  | 17 nov 2008 | Kitt Peak        | Spacewatch          | —         | MPC                           |
| 397929     | 2008 WA60  | 18 nov 2008 | Socorro          | LINEAR              | —         | MPC                           |
| 397930     | 2008 WF62  | 22 out 2008 | Kitt Peak        | Spacewatch          | —         | MPC                           |
| 397931     | 2008 WG70  | 18 nov 2008 | Kitt Peak        | Spacewatch          | —         | MPC                           |
| 397932     | 2008 WJ73  | 19 nov 2008 | Mount Lemmon     | Mount Lemmon Survey | —         | MPC                           |
| 397933     | 2008 WU77  | 7 nov 2008  | Mount Lemmon     | Mount Lemmon Survey | —         | MPC                           |
| 397934     | 2008 WU106 | 30 nov 2008 | Kitt Peak        | Spacewatch          | —         | MPC                           |
| 397935     | 2008 WR113 | 30 nov 2008 | Kitt Peak        | Spacewatch          | —         | MPC                           |
| 397936     | 2008 XX6   | 7 dez 2008  | Marly            | P. Kocher           | —         | MPC                           |
| 397937     | 2008 XF37  | 2 dez 2008  | Kitt Peak        | Spacewatch          | —         | MPC                           |
| 397938     | 2008 XX39  | 2 dez 2008  | Kitt Peak        | Spacewatch          | —         | MPC                           |
| 397939     | 2008 XF41  | 2 dez 2008  | Kitt Peak        | Spacewatch          | —         | MPC                           |
| 397940     | 2008 XY41  | 1 nov 2008  | Mount Lemmon     | Mount Lemmon Survey | —         | MPC                           |
| 397941     | 2008 XH48  | 4 dez 2008  | Mount Lemmon     | Mount Lemmon Survey | —         | MPC                           |
| 397942     | 2008 XG51  | 3 dez 2008  | Socorro          | LINEAR              | —         | MPC                           |
| 397943     | 2008 XL51  | 1 dez 2008  | Kitt Peak        | Spacewatch          | —         | MPC                           |
| 397944     | 2008 XR55  | 4 dez 2008  | Catalina         | CSS                 | —         | MPC                           |
| 397945     | 2008 YK15  | 7 dez 2008  | Mount Lemmon     | Mount Lemmon Survey | —         | MPC                           |
| 397946     | 2008 YY17  | 21 dez 2008 | Mount Lemmon     | Mount Lemmon Survey | —         | MPC                           |
| 397947     | 2008 YE18  | 21 dez 2008 | Mount Lemmon     | Mount Lemmon Survey | —         | MPC                           |
| 397948     | 2008 YQ19  | 21 dez 2008 | Mount Lemmon     | Mount Lemmon Survey | —         | MPC                           |
| 397949     | 2008 YP23  | 18 dez 2004 | Mount Lemmon     | Mount Lemmon Survey | —         | MPC                           |
| 397950     | 2008 YA56  | 30 dez 2008 | Mount Lemmon     | Mount Lemmon Survey | —         | MPC                           |
| 397951     | 2008 YD63  | 30 dez 2008 | Mount Lemmon     | Mount Lemmon Survey | —         | MPC                           |
| 397952     | 2008 YQ66  | 29 set 2008 | Socorro          | LINEAR              | —         | MPC                           |
| 397953     | 2008 YN74  | 30 dez 2008 | Kitt Peak        | Spacewatch          | —         | MPC                           |
| 397954     | 2008 YX76  | 30 dez 2008 | Mount Lemmon     | Mount Lemmon Survey | —         | MPC                           |
| 397955     | 2008 YX88  | 21 dez 2008 | Kitt Peak        | Spacewatch          | —         | MPC                           |
| 397956     | 2008 YH93  | 29 dez 2008 | Kitt Peak        | Spacewatch          | —         | MPC                           |
| 397957     | 2008 YN93  | 29 dez 2008 | Kitt Peak        | Spacewatch          | —         | MPC                           |
| 397958     | 2008 YQ93  | 21 dez 2008 | Kitt Peak        | Spacewatch          | —         | MPC                           |
| 397959     | 2008 YT98  | 31 out 2008 | Mount Lemmon     | Mount Lemmon Survey | —         | MPC                           |
| 397960     | 2008 YV103 | 29 dez 2008 | Kitt Peak        | Spacewatch          | —         | MPC                           |
| 397961     | 2008 YR111 | 13 dez 2004 | Campo Imperatore | CINEOS              | —         | MPC                           |
| 397962     | 2008 YR117 | 4 dez 2008  | Mount Lemmon     | Mount Lemmon Survey | —         | MPC                           |
| 397963     | 2008 YY117 | 29 dez 2008 | Mount Lemmon     | Mount Lemmon Survey | Mitidika  | MPC                           |
| 397964     | 2008 YT118 | 29 dez 2008 | Kitt Peak        | Spacewatch          | —         | MPC                           |
| 397965     | 2008 YK138 | 30 dez 2008 | Kitt Peak        | Spacewatch          | —         | MPC                           |
| 397966     | 2008 YT142 | 30 dez 2008 | Kitt Peak        | Spacewatch          | —         | MPC                           |
| 397967     | 2008 YE146 | 22 dez 2008 | Kitt Peak        | Spacewatch          | —         | MPC                           |
| 397968     | 2008 YQ168 | 1 dez 2008  | Kitt Peak        | Spacewatch          | —         | MPC                           |
| 397969     | 2008 YX170 | 31 dez 2008 | Kitt Peak        | Spacewatch          | —         | MPC                           |
| 397970     | 2009 AV11  | 2 jan 2009  | Mount Lemmon     | Mount Lemmon Survey | —         | MPC                           |
| 397971     | 2009 AW17  | 2 jan 2009  | Kitt Peak        | Spacewatch          | —         | MPC                           |
| 397972     | 2009 AY33  | 15 jan 2009 | Kitt Peak        | Spacewatch          | —         | MPC                           |
| 397973     | 2009 AO43  | 1 jan 2009  | Kitt Peak        | Spacewatch          | —         | MPC                           |
| 397974     | 2009 AO44  | 8 jan 2009  | Kitt Peak        | Spacewatch          | —         | MPC                           |
| 397975     | 2009 AF45  | 15 jan 2009 | Kitt Peak        | Spacewatch          | —         | MPC                           |
| 397976     | 2009 AN48  | 2 jan 2009  | Mount Lemmon     | Mount Lemmon Survey | —         | MPC                           |
| 397977     | 2009 AB49  | 15 jan 2009 | Socorro          | LINEAR              | —         | MPC                           |
| 397978     | 2009 AV49  | 7 jan 2009  | Kitt Peak        | Spacewatch          | —         | MPC                           |
| 397979     | 2009 BQ16  | 16 jan 2009 | Kitt Peak        | Spacewatch          | —         | MPC                           |
| 397980     | 2009 BH53  | 23 nov 2008 | Mount Lemmon     | Mount Lemmon Survey | —         | MPC                           |
| 397981     | 2009 BC67  | 7 out 2007  | Mount Lemmon     | Mount Lemmon Survey | —         | MPC                           |
| 397982     | 2009 BA77  | 28 jan 2009 | Catalina         | CSS                 | —         | MPC                           |
| 397983     | 2009 BS78  | 21 dez 2008 | Kitt Peak        | Spacewatch          | —         | MPC                           |
| 397984     | 2009 BS86  | 15 jan 2009 | Kitt Peak        | Spacewatch          | —         | MPC                           |
| 397985     | 2009 BC88  | 30 dez 2008 | Mount Lemmon     | Mount Lemmon Survey | —         | MPC                           |
| 397986     | 2009 BA89  | 8 nov 2008  | Mount Lemmon     | Mount Lemmon Survey | —         | MPC                           |
| 397987     | 2009 BC93  | 25 jan 2009 | Kitt Peak        | Spacewatch          | —         | MPC                           |
| 397988     | 2009 BK99  | 30 out 2008 | Mount Lemmon     | Mount Lemmon Survey | —         | MPC                           |
| 397989     | 2009 BT99  | 20 jan 2009 | Catalina         | CSS                 | —         | MPC                           |
| 397990     | 2009 BU99  | 2 out 2008  | Mount Lemmon     | Mount Lemmon Survey | —         | MPC                           |
| 397991     | 2009 BH110 | 31 jan 2009 | Mount Lemmon     | Mount Lemmon Survey | —         | MPC                           |
| 397992     | 2009 BS114 | 26 jan 2009 | Kitt Peak        | Spacewatch          | —         | MPC                           |
| 397993     | 2009 BS128 | 22 dez 2008 | Mount Lemmon     | Mount Lemmon Survey | —         | MPC                           |
| 397994     | 2009 BO133 | 29 jan 2009 | Kitt Peak        | Spacewatch          | —         | MPC                           |
| 397995     | 2009 BY137 | 24 nov 2008 | Mount Lemmon     | Mount Lemmon Survey | —         | MPC                           |
| 397996     | 2009 BV147 | 30 jan 2009 | Mount Lemmon     | Mount Lemmon Survey | Phocaea   | MPC                           |
| 397997     | 2009 BT166 | 31 jan 2009 | Mount Lemmon     | Mount Lemmon Survey | —         | MPC                           |
| 397998     | 2009 BY166 | 16 jan 2009 | Kitt Peak        | Spacewatch          | —         | MPC                           |
| 397999     | 2009 BX175 | 3 jun 2005  | Kitt Peak        | Spacewatch          | —         | MPC                           |
| 398000     | 2009 BN176 | 31 jan 2009 | Kitt Peak        | Spacewatch          | —         | MPC                           |